# USS Hornet (CV-8)
U japonských jmen je rodné jméno uváděno na prvním místě a rodové jméno na druhém.
Při přepisu japonštiny byla použita česká transkripce.
USS Hornet (CV-8) byla třetí a poslední letadlová loď třídy Yorktown a sedmá loď toho jména ve službě amerického námořnictva. Hornet byl poslední letadlovou lodí, kterou námořnictvo Spojených států získalo před vstupem do druhé světové války. I když ve službě strávil pouhý rok a sedm dní (1941–1942), než byl potopen v bitvě u Santa Cruz, významně zasáhl do bojů v Pacifiku.
Zkáze jádra pacifické floty v Pearl Harboru unikl, protože tou dobou teprve prodělával cvičné plavby na východním pobřeží USA. V březnu 1942 připlul do Pacifiku a byl vybrán k uskutečnění jedné z prvních ofenzivních operací Spojenců v Pacifiku, kterou byl Doolittlův nálet na Japonsko.
Byl jednou ze tří zbývajících akceschopných letadlových lodí, které mohli Američané nasadit v bitvě u Midway. V této bitvě byla jeho 8. torpédová eskadra (VT-8) kompletně zničena při neúspěšném útoku na japonské letadlové lodě. 29 ze 30 členů posádek zahynulo a všechny její stroje byly ztraceny. VT-8 obdržela za tento sebevražedný útok Presidential Unit Citation „za mimořádnou statečnost a vynikající službu nad rámec povinnosti“. V pozdější fázi bitvy se letouny z Hornetu podílely na potopení těžkého křižníku Mikuma a poškození jeho sesterské lodě Mogami.
Po modifikacích v Pearl Harboru zasáhl Hornet do operací u Šalomounových ostrovů. V období od 15. září do 23. října byl Hornet jedinou americkou letadlovou lodí v oblasti a tak tíha leteckých bojů ležela na jeho palubních letounech a na letadlech z Guadalcanalu. Když se v říjnu Japonci pokusili o další ofenzivu proti americkým pozicím na Guadalcanalu, byl to Hornet a právě opravená USS Enterprise, kdo se Japoncům postavil v bitvě u Santa Cruz. Bombardéry z Hornetu v ní dokázaly těžce poškodit letadlovou loď Šókaku a jeden těžký křižník, ale ani Hornet neunikl japonskému úderu. Po celodenních náletech byl těžce poškozený Hornet opuštěn a měl být doražen americkými torpédoborci. Navzdory těžkým poškozením se ale stále držel na hladině a tak ho nakonec dorazily japonské torpédoborce. Hornet se tak stal čtvrtou a poslední letadlovou lodí typu CV, kterou USA ztratily (původně letadlová loď USS Langley totiž v době svého potopení již nepůsobila jakožto letadlová loď).
Během služby byl Hornet vyznamenán čtyřmi battle star: za bitvu u Midway, za útok na Buin-Faisi-Tonolai, za dobytí a obranu Guadalcanalu a za bitvu u Santa Cruz.

## Stavba

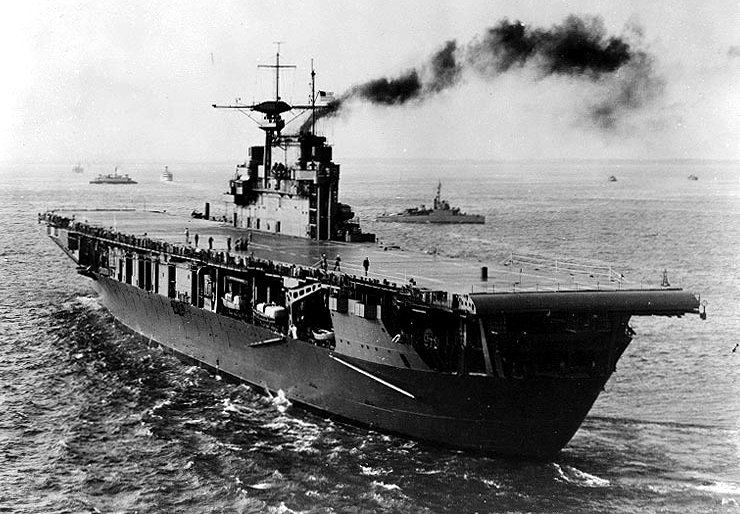
USS Hornet (CV-8) pravděpodobně v říjnu 1941, v kamufláži Measure 12. Podle Naval Historical Center by měla fotografie zachycovat stav po dokončení. Pocock uvádí, že fotografie zachycuje Hornet na jeho cestě do Norfolku k přijetí do služby, tedy před 20. říjnem 1941. Rose uvádí, že fotografie pochází z počátku října.

Stavba nové letadlové lodě byla umožněna na základě Naval Expansion Act ze 17. května 1938 a následného schválení rozpočtu pro rok 1939. Tou dobou se již nebylo třeba řídit omezeními ustanovenými washingtonskou a londýnskou námořní konferencí. Proto bylo rozhodnuto postavit ještě jednu jednotku podle lehce modifikovaného designu třídy Yorktown, než bude možné do námořnictva zařadit první jednotky třídy Essex, která byla v té době ve stádiu návrhu. Modifikace obnášela například mírné zvětšení rozměrů (délka na vodorysce 234,7 metru oproti 232 metrům u USS Yorktown), redukci počtu stanovišť řízení palby ze čtyř na dvě, změnu v rozmístění 28mm baterií (zadní čtyřče bylo posunuto víc k zádi a umístěno na pravoboku pod úrovní paluby, takže směrem na levobok mělo omezené palebné pole), jiný tvar velitelské věže pod navigačním můstkem v přední části ostrova nebo umístění 127mm děl Mk 12 do palpostů Mark 24 Mod 2. Yorktown a Enterprise měly 127mm děla umístěná v palpostech Mark 21 Mod 16.
Plavidlo bylo objednáno 30. března 1939, jeho stavba byla zahájena 25. září toho roku v loděnicích Newport News Shipbuilding & Drydock Co. v Newport News ve Virginii. Spuštění poslední předválečné letadlové lodě (pro US Navy) na vodu proběhlo 14. prosince 1940 v Newport News ve Virginii a na Hornet jí pokřtila Annie Reid Knox – manželka ministra amerického námořnictva Williama F. Knoxe.
Rychlostní zkoušky loď absolvovala v Chesapeakském zálivu a přijata do služby byla 20. října 1941 v Norfolku. Posádku tvořili ze 75 % nováčci, přičemž 700 jich dorazilo pouhé dvě hodiny před přijetím do služby přímo z námořního výcvikového střediska na Velkých jezerech. Prvním velitelem se stal Captain (kapitán) Marc A. Mitscher a byl jím až do 15. června 1942, kdy ho na pozici velitele vystřídal CAPT Charles P. Mason. V listopadu 1941 se ještě Hornet vrátil do Newport News k posledním úpravám, při kterých byly sejmuty 12,7mm kulomety a nahrazeny 27 Oerlikony.

## Na prahu války (říjen 1941 – březen 1942)

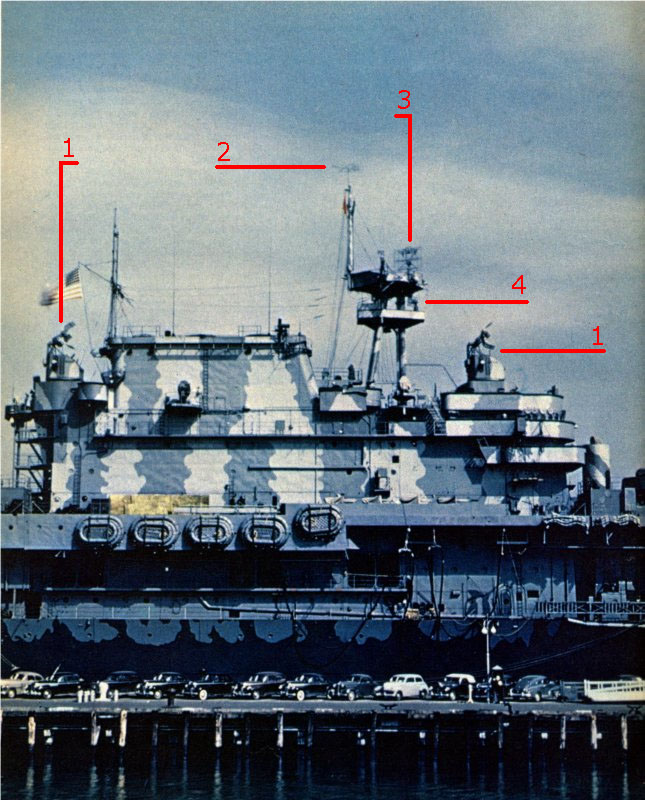
Hornet v Norfolku 28. února 1942. Loď je již opatřena kamufláží Measure 12 (Modified). Pod můstkem jsou vidět zavěšené hadice pro tankování na moři.
Legenda k popiskům:
1 – zaměřovač Mk.37 se střeleckým radarem Mk.4 pro 127mm děla
2 – anténa radiomajáku YE
3 – anténa přehledového radiolokátoru SC
4 – BI anténa rozlišovače vlastní-cizí (IFF)

Před útokem na Pearl Harbor prodělával Hornet cvičné plavby u východního pobřeží USA. Po vstupu USA do války pokračoval ve cvičných plavbách v Mexickém zálivu. Po vypuknutí války byly též (obdobně jako na jiných lodích US Navy) odstraněny záchranné čluny, které byly v předválečných časech umístěny vedle ostrova a nahrazeny záchrannými vory.
Letecká skupina operující z Hornetu (Hornet Air Group ~ HAG) se skládala ze stíhací (VF), průzkumné (VS), bombardovací (VB) a torpédové (VT) eskadry. Skupině velel LCDR (komandér-poručík) Stanhope C. Ring a formálně byla založena 6. října 1941. Stíhací VF-8 vznikla 2. září 1941 na NAS Norfolk (Naval Air Station ~ Námořní letecká základna) a z počátku měla ve výzbroji několik stíhaček F4F-3 Wildcat. V říjnu převzala sedm F4F-3A od VF-5. Stíhací eskadra tak na tom s vybavením byla nejlépe ze všech čtyř HAG eskader. Když se Hornet připravoval na cvičnou plavbu do Mexického zálivu, na kterou vyplul 26. prosince z Hampton Roads, měla VF-8 devatenáct F4F-3, dva F4F-3A a dva cvičné SNJ-3. Průzkumná VS-8 i bombardovací VB-8 měly dvouplošné střemhlavé bombardéry SBC-4 Helldiver a torpédová VT-8 měla průzkumné bombardéry SBN-1 a jenom pomalu je nahrazovala za torpédonosné TBD-1 Devastator. Z cvičné plavby, na které přístup velení nové a nezkušené letce spíše demoralizoval, se Hornet vrátil 31. ledna 1942.
V Norfolku byl Hornet opatřen kamufláží Measure 12 (Modified) a 2. února 1942 vyplul z Norfolku se dvěma armádními středními bombardéry North American B-25 Mitchell na palubě. Na moři se ve 13:00 uskutečnil úspěšný start těchto – na palubě letadlové lodě neobvyklých – strojů, které posléze přistály na pevnině. Účel tohoto cvičení prozatím zůstal posádce utajen. Dokonce ani v lodním deníku se o B-25 neobjevila ani zmínka z důvodů utajení. Po tomto testu se Hornet vrátil do Norfolku, kde se připravoval na bojové nasazení. Dne 4. března opustil Norfolk v doprovodu křižníků USS Vincennes, USS Nashville, čtyř torpédoborců a tankeru USS Cimarron. Zamířil přes Panamský průplav, kterým proplul 12. března, do San Diega na západním pobřeží, kam dorazil 20. března.
V San Diegu došlo k modernizaci leteckého parku: F4F-3 a -3A byly nahrazeny 19 novějšími F4F-4 se silnější výzbrojí a sklápěcími křídly, což umožnilo uskladnit v hangáru více strojů. Zastaralé SBC-4 byly nahrazeny za SBD-3 Dauntless a VT-8 dokončila přezbrojení na TBD-1. Dne 23. března vyplul Hornet na další cvičnou plavbu, během které byly 23. a 24. března během nehod při startu a přistání zničeny tři a poškozeny dva letouny (tři F4F a dva SBD). Posádky strojů se ale podařilo zachránit a 25. března se Hornet vrátil do San Diega.
Dne 29. března získala VF-8 dalších 11 F4F-4, čímž dosáhla stavu 30 Wildcatů, tedy o tři stroje nad tabulkový stav. VS-8 a VB-8 ale měly dohromady pouhých 24 SBD-3 a VT-8 byla se svými 10 TBD-1 rovněž hluboko pod tabulkovým stavem.
Podle Lundstroma vyplul Hornet ze San Diega 30. března a 31. března připlul do San Francisca. Rose uvádí, že do San Francisca Hornet připlul již ráno 30. března.

## Doolittlův nálet (duben 1942)

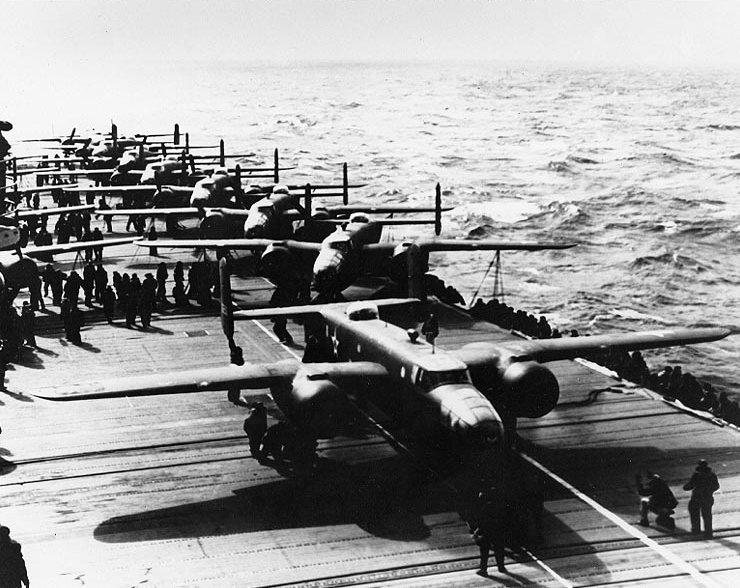
V pořadí čtvrtý bombardér B-25B Mitchell s/n 40-2282 posádky 1st Lt. (nadporučík) Everetta W. Holstroma je připravován ke startu, aby se v 8:33 mohl vznést do vzduchu. Na palubě byly namalovány dva bílé pruhy, které měly piloty vést rovně a v dostatečné vzdálenosti od nástaveb.

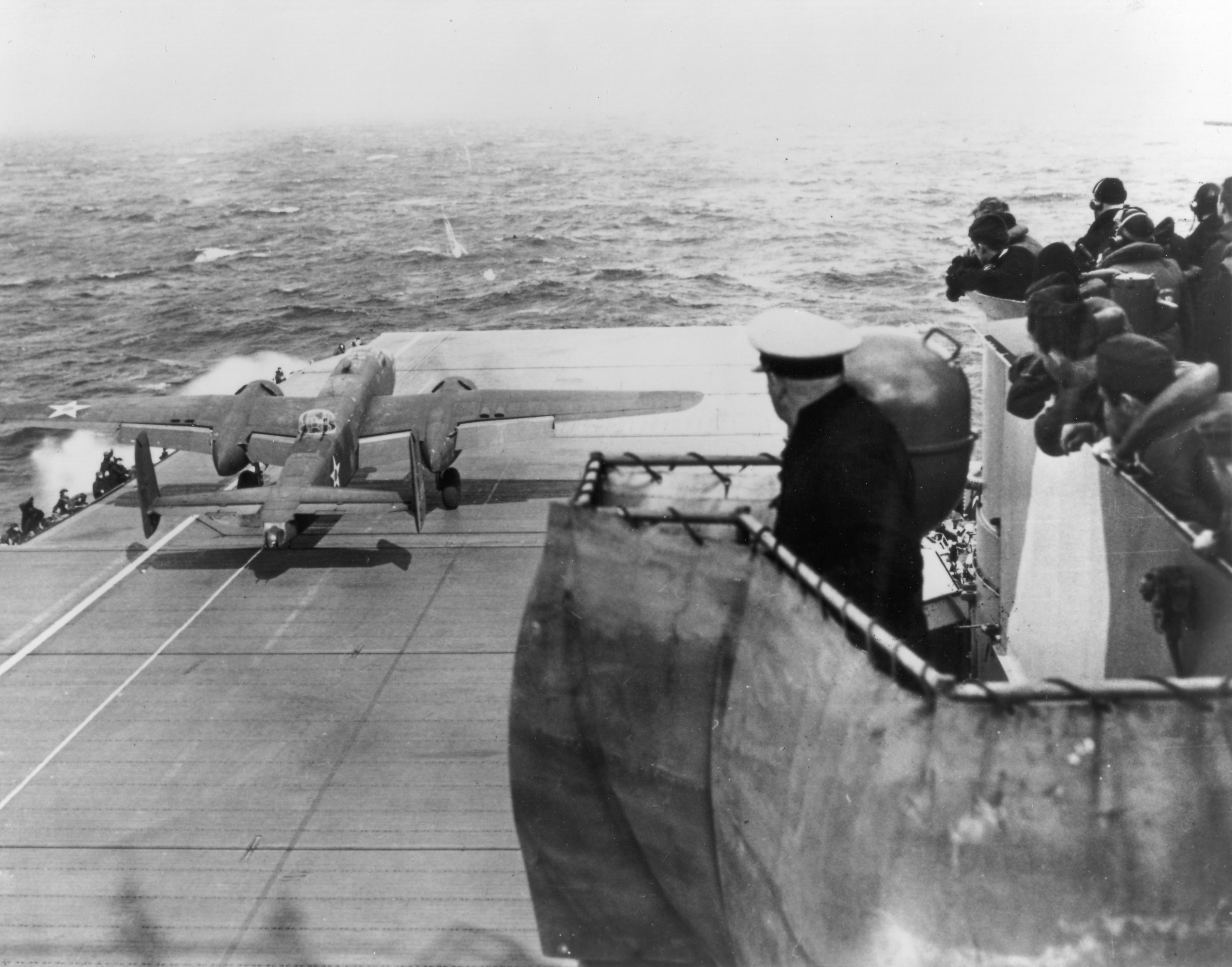
B-25B se rozjíždí po palubě Hornetu za všeobecné pozornosti posádky…

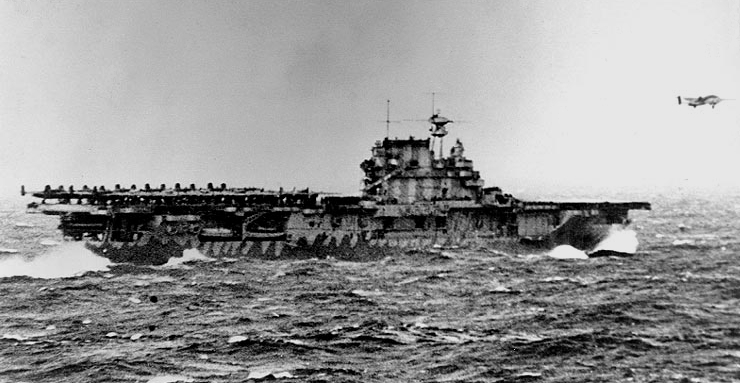
…a letí

Dne 1. dubna byly na základně Alameda v Sanfranciské zátoce přesunuty palubní letouny do hangáru a na palubu bylo naloženo šestnáct bombardérů B-25B Mitchell pod velením Lt Col (podplukovník) Jamese H. Doolittla. Spolu s ním se nalodilo i 70 důstojníků a 64 poddůstojníků létajícího a pozemního personálu 17. bombardovací skupiny armádního letectva. Dne 2. dubna Hornet vyplul s eskortou dvou křižníků, čtyř torpédoborců a tankeru (tvořících dohromady Task Force 18) z Alamedy a zamířil k setkání s Task Force 16 seskupené kolem sesterské letadlové lodě Enterprise. Teprve večer na moři informoval kapitán Mitscher svoji posádku o cíli jejich cesty: leteckém útoku na Japonsko.
Ráno 13. dubna došlo ke spojení obou svazů u Midwaye na pozici 38° s. š., 180° v. d. (či o 60 námořních mil (111,1 km) severněji na pozici 39° s. š., 180° v. d.). TF 18 byla začleněna do TF 16 jako Task Group 16.2. Poté lodě zamířily k Japonsku. Hornet byl zcela závislý na leteckém krytí z Enterprise, neboť jeho vlastní letadla nemohla operovat kvůli armádním bombardérům na palubě. Podle plánu měly být tyto bombardéry vyslány k útoku ze vzdálenosti 400 námořních mil (740,8 km) od japonských břehů. Během cesty na západ Hornet 14./15. dubna poprvé překročil mezinárodní datovou hranici (MDH).
Ráno 18. dubna byl svaz zpozorován japonským hlídkovým člunem Nitto Maru č. 23. Hlídky na Hornetu zpozorovaly Nitto Maru č. 23 v 7:38. Jeho potopením byl pověřen lehký křižník Nashville, ale hlídkový člun ještě stačil podat rádiem zprávu o kontaktu. Viceadmirál William F. Halsey na palubě Enterprise proto (po konzultaci s Doolittlem) vydal v 8:00 rozkaz k okamžitému vyslání bombardérů i za cenu toho, že svaz se nacházel přibližně 650 námořních mil (1 203,8 km) od Japonska a bylo pravděpodobné, že bombardérům nebude stačit palivo na bezpečný dolet do Japonci neokupované části Číny.
Hornet se natočil proti větru na kurz 320 ° a zrychlil na 27 uzlů (50,0 km/h). Vítr vál rychlostí asi 70 km/h. Loď se zvedala a zase propadala na devítimetrových vlnách, paluba byla mokrá od vodní tříště a bombardéry měly – díky svému rozpětí – mezi koncem pravého křídla a lodním ostrovem jenom něco málo přes 1,2 metru volného místa. Startovací důstojník LT (poručík) Edgar G. Osborne stál na přídi před prvním bombardérem a na jeho signál měly posádky bombardérů startovat: letouny musely opustit palubu, když byla příď nejvýše, těsně předtím, než se začala propadat do vln. První stroj (s/n 40-2344) pilotovaný Doolittlem měl k dispozici pouze 142,3 metru vzletové dráhy. Přesto všechny bombardéry úspěšně odstartovaly. První v 8:20 lodního času z pozice 35°40′ s. š., 153°40′ v. d. (nebo 35°43′ s. š., 153°25′ v. d.) a poslední (s/n 40-2268) v 9:19, respektive 9:21. Při startu posledních bombardérů došlo na palubě k nehodě, když byl podle lodního deníku v 9:19 Sea1c (námořník 1. třídy) R.W. Wall odfouknut proudem vzduchu právě startujícího bombardéru do vrtule následujícího stroje. Roztočená vrtule mu zasáhla levou ruku, která musela být následně amputována.
Poté, co bombardéry odstartovaly, zamířila v 9:22 TF 16 rychlostí 25 uzlů (46,3 km/h) na východ. Hornet začal připravovat ke startu své vlastní letouny a v 11:15 se opět natočil proti větru, aby vyslal do vzduchu svoji první leteckou bojovou hlídku (Combat Air Patrol ~ CAP) osmi Wildcatů. V 15:05 byly zpozorovány další dva ozbrojené hlídkové trawlery, o které se postaral USS Nashville. Ve 14.25 se obě letadlové lodě natočily proti větru na kurz 315 ° a při rychlosti 15 uzlů provedly letecké operace: Hornet vyslal do vzduchu dalších osm Wildcatů a zároveň na něm přistálo šest průzkumných SBD z Enterprise. V 15:01 narazil přistávající Wildcat 8-F-26 do záchranné bariéry, pilot vyvázl bez zranění. V 15:03 přistál jeden SBD z Enterprise nouzově na vodu asi 2000 yardů (1829 m) od Hornetu. Oba letce zachránil Neshville. Hornet ale začal zastavovat, až v 15:11 zastavil úplně. O dvě minuty později poslední přistávající průzkumný SBD z Enterprise narazil do stanoviště 28mm  čtyřčat. Nehoda se obešla bez zranění.
Dne 21. dubna (západně od MDH) se na průzkumného letu ztratil LT Gardner D. Randall se svým SBD-2 BuNo 2179 od VB-8. Nakonec se povedlo bombardér navést zpět, ale na dohled od TF 16 mu došlo palivo a pilot musel nouzově přistát na hladinu. I přes následné pátrání doprovodné lodě nikoho z dvoučlenné posádky nenašly.
Cestou na východ Hornet 22./21. dubna opět překročil datovou hranici. Ráno 25. dubna odstartovala letecká skupina Hornetu k přeletu na MCAS (Marine Corps Air Station ~ Letecká základna námořní pěchoty) Ewa a později téhož dne Hornet zakotvil v Pearl Harboru.
Že bombardéry vzlétly z Hornetu bylo rok po uskutečnění náletu drženo v tajnosti. Když se novináři na konferenci ptali Roosevelta, odkud vzlétly ony bombardéry, dostalo se jim odpovědi, že ze „Šangri-La“. Na památku této události pak byla jedna z letadlových lodí třídy Essex pojmenována USS Shangri-La. Toto utajování bylo zbytečné, neboť Japonci od zajatých Doolittlových letců věděli, že bombardéry vzlétly z Hornetu. Přesto se ale Hornet ani jeho posádka kvůli utajování během války nedočkaly veřejného uznání za tento průnik do japonského obranného perimetru. Teprve až 15. května 1995, tedy 53 let po události, byly Hornet a celá TF 16 odměněny citací ministra námořnictva.

## Poprvé vjižním Tichomoří (květen 1942)

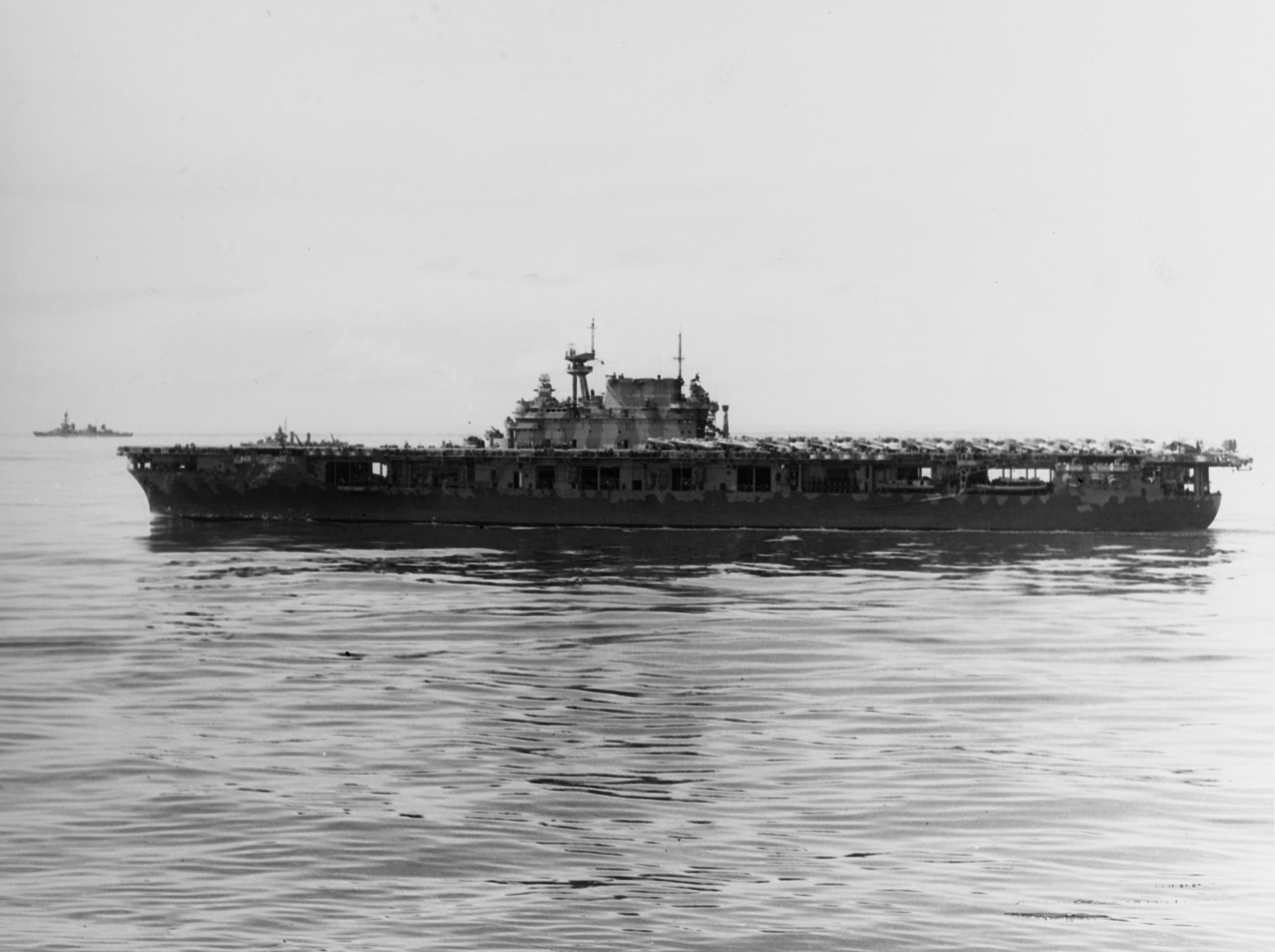
Hornet v jižním Pacifiku 15. května 1942

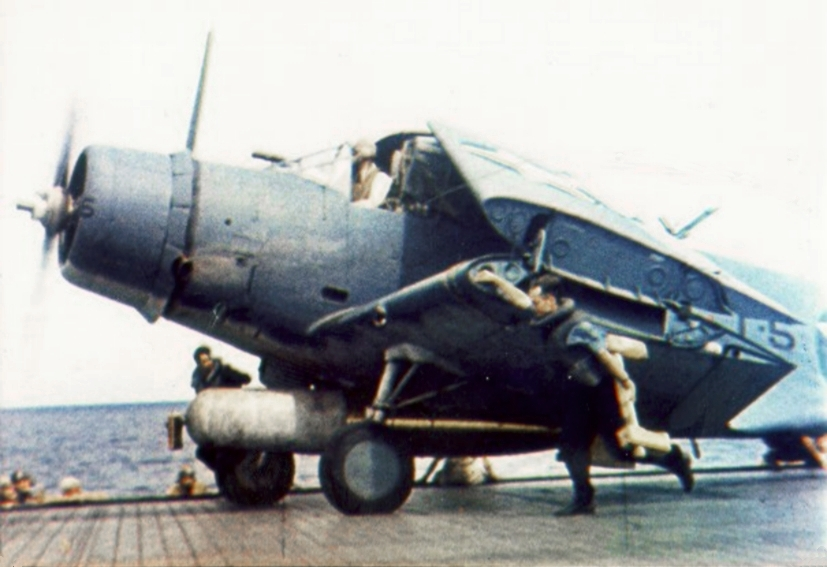
TBD-1 Devastator (T-5, BuNo 0308) pojíždí po palubě Hornetu s podvěšeným „ostrým“ torpédem Bliss–Leavitt Mark XIII ráže 569 mm. Přibližně 15. květen 1942. Za pozornost stojí výsostné označení na křídle, které tvoří bílá hvězda v modrém kruhu – rudý terč uprostřed hvězdy byl již zamalován. Letoun byl původně dodán k VT-2 jako 2-T-13. Později byl předán VT-8 a původní kulomet zadního střelce byl nahrazen za kulometné 7,62mm dvojče z SBD. V této podobě jej zachytila spoušť fotografa. T-5 byl ztracen 4. června 1942 během Waldronova útoku na japonské letadlové lodě. Smrt v něm nalezli pilot LTJG (mladší poručík) Jeff D. Woodson a radista/střelec ARM2c Otway D. Creasy.

Ráno 30. dubna vyplula TF 16 (Enterprise, Hornet, 4 křižníky a 8 torpédoborců) z Pearl Harboru, aby dopravila Wildcaty VMF-212 na Efate a podpořila Yorktown a USS Lexington v bitvě v Korálovém moři. Hornet ke svým 27 Wildcatům přidal ještě jedenáct F4F-3 od VMF-212. Po přeletu z letiště Ewa zpět na Hornet narazil Wildcat BuNo 5122 LT Bruce L. Harwooda do záchytné bariéry, lodního ostrova a nakonec se převrátil na záda. Pilot vyvázl pouze s lehkým zraněním.
Bylo poprvé zavedeno rozdělení letadlových lodí na jednu hlídkující a druhou mimo službu, která se mohla věnovat výcviku. Střídaly se tak, že jedna loď měla jeden den ranní hlídku a druhá dopolední/polední a odpolední a druhý den se prohodily. Ranní hlídkou nad TF 16 byl 1. května pověřen Hornet. Wildcat BuNo 5131 ENS (podporučík) Stephen W. Grovese nedokázal během startu ve 4:52 nabrat dostatečnou rychlost a skončil v moři. Druhý den při startu na hlídku v 11:15 zase skončil v moři ENS Charles M. Kelly se svým Wildcatem BuNo 5095. Oba piloty sice zachránil USS Monssen, ale stav VF-8 tak klesl na 24 operačních Wildcatů. Dne 4. května (nebo až 5. května) překročil Hornet poprvé rovník a i přes zákaz viceadmirála Halseyho, který se obával vlivu oslav na bojeschopnost lodí, se konala tradiční oslava překročení „čáry“ a křtění „pulců“ (těch, co překročili rovník poprvé). Dne 8./9. května došlo k překročení datové hranice.
Bitva v Korálovém moři skončila dříve, než TF 16 dosáhla oblasti. Dne 10. května došlo ke změně markingu letadel na základě ALNAV 97 Dispatch 062230 ze 6. června: bílo–červené pruhy na směrovce byly přemalovány šedomodrou barvou, ve které byl i zbytek vrchních a bočních ploch letadel. Také červený terč uprostřed výsostných znaků byl přemalován bílou barvou.
Ráno 11. května se TF 16 nacházela jihovýchodně od Efate. Průzkum z Enterprise zjistil, že letiště na Efate není vhodné pro přepravované Wildcaty a tak byly Wildcaty VMF-212 odeslány do Nouméa. Téhož dne ještě Hornet doplnil palivo z doprovodného tankeru a převzal z Monssenu oba zachráněné piloty. Poté byla TF 16 odeslána na sever k ochraně Ocean a Nauru před očekávanou japonskou invazí (japonská „operace RY“). Velení amerického námořnictva mělo nyní rozdílný pohled na nasazení jediných dvou akceschopných letadlových lodí v Pacifiku. Zatímco vrchní velitel admirál Ernest J. King chtěl TF 16 ponechat v oblasti, admirál Chester Nimitz požadoval její stažení do Pearl Harboru, neboť se obával japonské invaze v centrálním Pacifiku (jak naznačoval radiový odposlech). Nimitz proto pověřil TF 16 úkolem nechat se zpozorovat japonským průzkumem, aby Japonci věděli o americké přítomnosti v jihozápadním Pacifiku a pak se stáhnout do Pearl Harboru. Japonský létající člun typu 97 (H6K/„Mavis“) od Jokohama kókútai (航空隊 ~ letecký pluk/skupina) z Tulagi zpozoroval a nahlásil přítomnost amerických letadlových lodí v 10:15 dne 15. května, čímž byl úkol splněn a TF 16 zamířila do Pearl Harboru.
Dne 21./20. května Hornet opět překročil datovou hranici. Ráno 21. května došlo na Hornetu k první tragické nehodě, když Seaman 1st Class (námořník 1. třídy) Stephen I. McGowan vběhl nešťastnou náhodou do točící se vrtule jednoho stroje připraveného na start a ta ho rozsekala na kusy.
V úterý 26. května ráno vyslal Hornet opět svoje palubní letouny na MCAS Ewa a kolem poledne pak sám zakotvil v Pearl Harboru.

## Bitva uMidway (červen 1942)
Všechny časy jsou v GMT-12

### Před bitvou

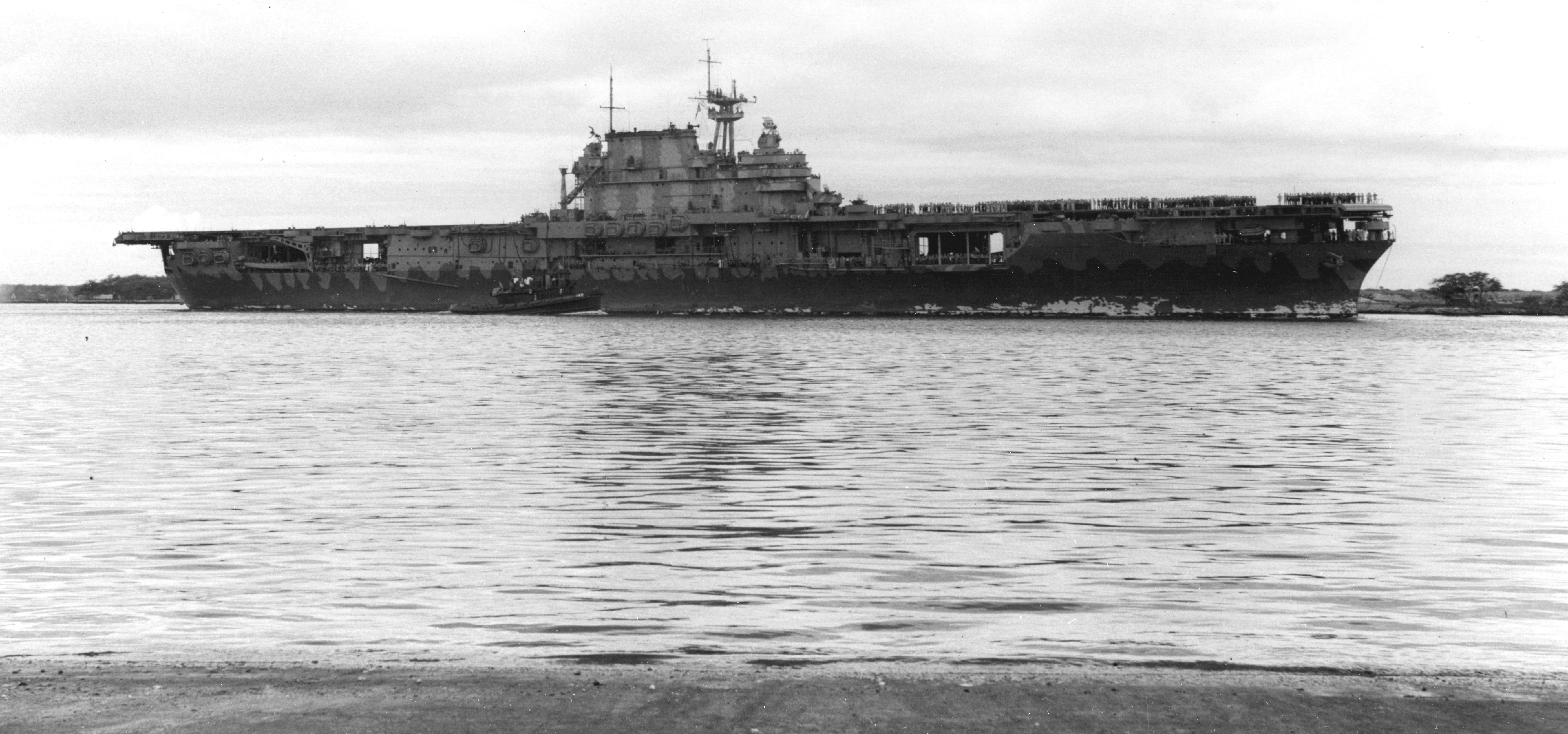
Hornet v Pearl Harboru tři dny před vyplutím k Midway. Nátěr trupu u čáry ponoru je opotřebován po dlouhém pobytu na moři. Některé rolety na hangárové palubě jsou vytaženy nahoru, takže je možno vidět skrz hangár. Hornet byl rovněž vybaven katapultem na hangárové palubě, což sice teoreticky umožňovalo start letounů přímo z hangáru (kolmo k podélné ose plavidla), ale prakticky se nepoužíval.

Během krátkého pobytu Hornetu v Pearl Harboru byla jeho letecká skupina držena na MCAS Ewa. Pro piloty bylo velkým překvapením, že nedostali dva dny volna, jako například jejich protějšci z Enterprise a místo toho museli držet pohotovost od hodiny před svítáním do hodiny po západu slunce. Zda se tak dělo na základě čistě Ringova rozhodnutí není jisté, ale Lundstrom to považuje za nepravděpodobné. Oblibu si tím ale Ring ať tak či onak nezískal a dokonce musel několik pilotů uzemnit pro porušení subordinace.
Dosavadní velitel Hornetu Mitscher měl být povýšen na kontradmirála a novým velitelem se měl stát CAPT Charles P. Mason. Jelikož ale do vyplutí nebyl dostatek času na předání velení, byl během bitvy u Midway kapitánem stále Mitscher, zatímco Mason vše pouze pozoroval.
V přístavu byl z Hornetu vyložen poškozený Harwoodův Wildcat BuNo 5122 a byly naloženy čtyři náhradní F4F-4. Jeden z nich byl experimentálně vybaven přídavnou nádrží a po otestování a schválení leteckým úřadem měly být obdobně upraveny všechny F4F-4. Během bitvy ale k použití přídavných nádrží nedošlo.
Ráno 28. května vyplul Hornet s TF 16 z Pearl Harboru. Na širém moři přijal zpět svoji leteckou skupinu, která přiletěla z MCAS Ewa. Na MCAS Ewa zůstal pouze letu neschopný Ringův velitelský SBD. TF 16 poté (podle Lundstroma) zamířila kurzem 340° při rychlosti 16 uzlů (29,6 km/h) k Midwayi. Podle Mitscherova bojového hlášení Hornet ale až do odpoledne 31. května držel kurz 296° a poté přešel na 290°. Dva dny po TF 16 vyplul narychlo opravený Yorktown. Bitva u Midway, ke které se schylovalo, byla jedinou bitvou, kde všechny tři letadlové lodě třídy Yorktown bojovaly společně: Yorktown v rámci TF 17, Enterprise (Spruanceho vlajková loď) a Hornet jako TF 16. Ze všech tří leteckých skupin měla letecká skupina Hornetu nejméně zkušeností.
Dne 29. května vyslal Hornet několik svých SBD a F4F na hlídku. Z té se podle Lundstroma a Mitscherova bojového hlášení nevrátil se svým SBD ENS Robert D. Milliman od VS-8. Podle aviationarchaeology.com je ale ztráta Millimana (který je ale řazen k VB-8) a SBD-3 BuNo 4664 uváděna až k 8. červnu.
Dne 31. května se na palubě Hornetu konala porada ohledně plánování útočné vlny, kterou Hornet vyšle v předpokládané nadcházející bitvě. Zúčastnili se jí velitel letecké skupiny CDR (komandér) Ring, velitel Hornetu CAPT Mitscher, budoucí velitel Hornetu CAPT Mason, velitel leteckého provozu CDR Apollo Soucek, velitel VF-8 LCDR Samuel G. Mitchell, velitel VB-8 LCDR Robert R. Johnson, velitel VS-8 LCDR Walter F. Rodee, velitel VT-8 LCDR John C. Waldron a letečtí důstojníci (flight officer ~ FO) všech čtyř eskader. Waldron během porady požadoval stíhací eskortu pro své pomalé a zastaralé Devastatory. Ring a všichni přítomní důstojníci jednotlivých eskader souhlasili s vyčleněním části Wildcatů pro blízký doprovod Devastatorů, ale Mitscher to zamítl. Na základě zpráv o průběhu bitvy v Korálovém moři trval na tom, že stíhači musí být k dispozici primárně pro ochranu Hornetu. Pro eskortu útočné vlny bude možné uvolnit pouze 10 Wildcatů a ty musí zůstat ve velké výšce spolu se střemhlavými Dauntlessy, aby měly nad japonskými stíhači výškovou převahu.
Dne 3. června doplnil Hornet a ostatní plavidla TF 16 palivo z doprovodných tankerů Cimarron a USS Platte.
V předvečer bitvy nesl Hornet (podle Lundstroma a Mitscherova bojového hlášení) celkem 77 letadel ve čtyřech eskadrách, z toho 76 operačních. Mitchellova stíhací VF-8 měla 27 F4F-4 Wildcat, Johnsonova střemhlavá bombardovací VB-8 měla 19 SBD-3 Dauntless, Rodeeho průzkumná VS-8 měla 16 SBD-3 (15 operačních) a Waldronova torpédová VT-8 čítala 15 TBD-1 Devastator. Pouze část stíhacích Wildcatů VF-8 mělo IFF, což v boji stěžovalo rozlišení vlastních stíhačů od nepřátelských bombardérů. Volací znak Hornetu byl „Blue base“ (Modrá základna) a jeho hlídkující stíhači měli volací znak „Blue“ a pořadové číslo.

### Čtvrtek 4. června

#### Start útočné vlny

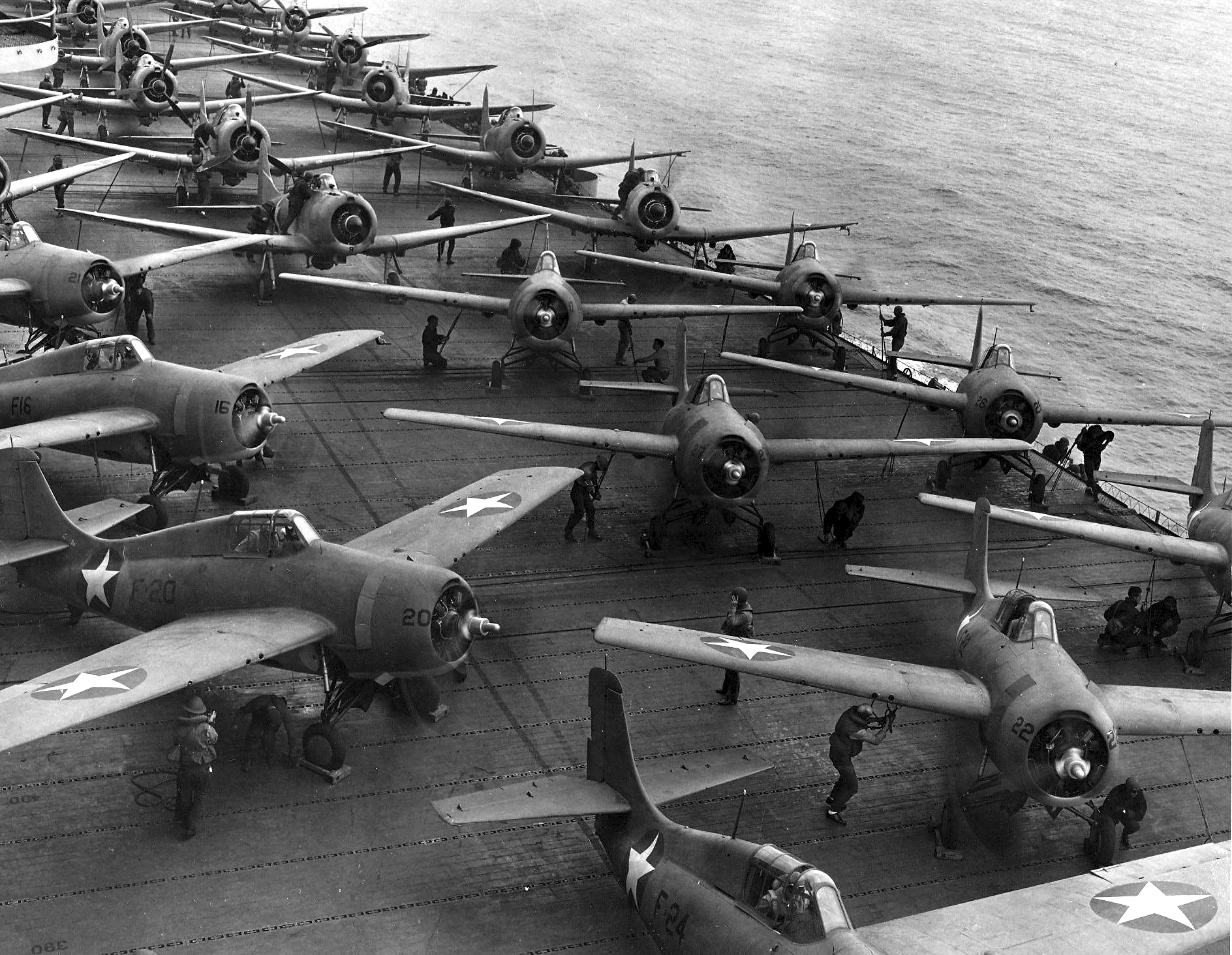
Letová paluba Hornetu ráno 4. června 1942. Wildcaty (zleva doprava) F-21, F-16, F-20, F-24 a F-22 jsou dobře identifikovatelné v popředí. Fotografie ukazuje pouze 10 Wildcatů a podle Lundstromem uváděného pořadí by se tak mělo jednat o Mitchellovy doprovodné Wildcaty. V tom případě zbývající neidentifikované Wildcaty by měly být F-18, F-5, F-9, F-19 a F-13. Žádný z nich se nevrátí. SBD Dountlessy v pozadí by podle Lundstroma měly patřit VS-8, ale podle příběhu Claytona Fishera by Dountless vpředu uprostřed měl patřit Fisherovi z VB-8, který byl jedním z Ringových wingmanů. Za zmínku stojí také krytí hlav pozemního personálu: někteří mají na hlavách již novou přilbu M1, další ještě starý typ M1917 a někteří nemají žádnou.

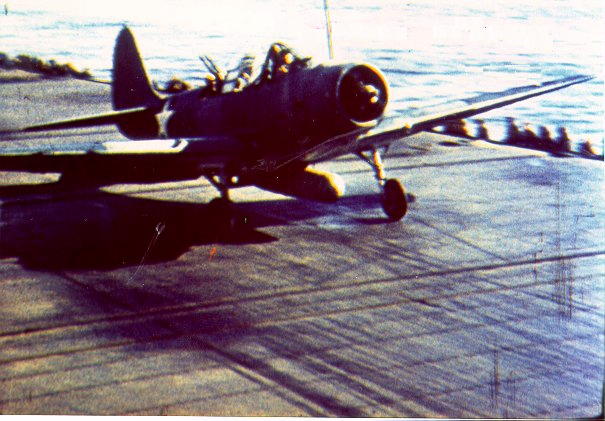
TBD-1 Devastator (T-16, BuNo 1506) velitele VT-8 LCDR John C. Waldrona startuje ke svému poslednímu letu bez návratu. Odsunutý překryt kabiny byl běžnou praxi, která zvyšovala šanci na včasné opuštění letounu v případě nepodařeného startu.

Budíček pro piloty a členy posádek na Hornetu byl v 1:30 a snídaně od 3:00 do 4:00. Slunce vyšlo přibližně ve 4:30 a Hornet plul ekonomickou rychlostí 13,5 uzlů (25,0 km/h). V 5:34 přišlo první hlášení (bez udání polohy) o objevení japonských letadlových lodí. V 5:45 následovalo další hlášení, že japonská letadla se blíží k Midway. Teprve v 6:03 dorazila zpráva o objevení dvou letadlových lodí i s udanou polohou, podle které se Japonci měli nacházet 175 námořních mil (324,1 km) směrem 247° od Američanů. Nahlášená poloha ale byla chybná a ve skutečnosti byla vzdálenost mezi svazy téměř 200 námořních mil (370,4 km). TF 16 zamířila rychlostí 25 uzlů (46,3 km/h) na jihozápad kurzem 240°, aby zmenšila vzdálenost mezi oběma svazy.
Hornet se připravoval k vyslání letadel, ale zatím nebylo na Hornetu jasné, kdy se tak stane, neboť Spruance neinformoval Hornet o plánovaném startu v 7:00. Teprve v 6:38 signalizovala Enterprise záměr vyslat letouny v 7:00. Na můstku Hornetu se konala poslední předletová porada, na které bylo dohodnuto, že Ring povede letouny Hornetu kurzem 265°. Podle revidované doktríny USF-74 z dubna 1941 měl Ring (jako nejstarší velitel letecké skupiny) vést útok všech letounů TF 16, tedy i letadel z Enterprise. Neexistují ale žádné důkazy, že by se někdo pokusil toto prosadit, což bylo jedině dobře. Ring totiž neměl – na rozdíl od LCDR C. W. McClusky z Enterprise – vůbec žádné bojové zkušenosti.
V 6:56 se Hornet, natočil proti slabému jihovýchodnímu větru, aby umožnily start svým letounům. Během bitvy u Midway se každá z amerických letadlových lodí rozhodla pro jiný způsob startu svých letounů. V případě Hornetu to byl společný odlet (Deferred departure – všechna letadla se po startu seřadí nad lodí a teprve poté zamíří k cíli) se stíhačkami startujícími jako první. Toto pořadí doporučovala předválečná příručka námořnictva z roku 1941. Válečné zkušenosti ze střetnutí letadlových lodí – které ale měl pouze Yorktown – ukázaly, jak je důležité útok letecké skupiny koordinovat a zaútočit pokud možno najednou. To ale nebylo možné, jestliže pomalé Devastatory odstartovaly jako poslední a rychlé Wildcaty spotřebovaly další palivo při čekání na bombardéry. Navíc během startů musel Hornet plout na jihovýchod rychlostí 28 uzlů (51,9 km/h), čímž se vzdálenost, kterou musely letouny překonat, zvětšovala.
Kvůli nedostatku místa na palubě musel Hornet rozdělit startovní rozmístění letadel na palubě na dvakrát. Jako první startovalo osm Wildcatů na bojovou hlídku a dva další byly připraveny jako náhrada. Po nich následovalo deset eskortních Mitchellových Wildcatů. Následovalo 34 střemhlavých bombardérů Dauntless: 15 SBD od VS-8 vedených Rodeem, Ring ve vypůjčeném SBD od VB-8 se dvěma wingmany od VB-8 (podle Fishera byl druhým wingmanem ENS Ben Tappan od VS-8) a 16 SBD od VB-8 vedených Johnsonem. Po rozmístění všech těchto letadel na palubě zůstalo na palubě místo již pouze pro šest z patnácti Waldronových Devastatorů. Zbývajících devět TBD bylo vytaženo na palubu až po odstartování všech letounů prvního rozmístění. V 7:42 byly všechny letouny ve vzduchu a v 7:46 signalizoval Ring pokyn ke společnému odletu.
Krátce po odletu útočné vlny nahlásil ENS Stephen W. Groves z bojové hlídky mechanické potíže na svém Wildcatu. V 7:54 nouzově přistál a Hornet vyslal do vzduchu náhradní Wildcat. Wildcaty z Hornetu byly pověřeny hlídkováním ve vysoké výšce nad TF 16, proto po startu vystoupaly až do 18 000 stop (5486,4 m).

#### Anabáze VS-8, VB-8 a VF-8
Dauntlessy spolu s Wildcaty se při pátrání po japonských letadlových lodích držely kurzu 265° na kterém se na poradě před startem dohodli Mitscher, Ring, Mitchell a Rodee. Dauntlessy vystoupaly do výšky 19 000 stop (5791,2 m) a stíhačky do 22 000 stop (6705,6 m). Ring přeskupil původní V-formaci V-formací SBD do průzkumné rojnice tak, že on letěl uprostřed, VS-8 po jeho pravici (severní křídlo) a VB-8 po levici (jižní křídlo). Takto bylo možno pokrýt větší plochu oceánu, který se pilotům ztrácel pod vrstvou oblačnosti.
Po deváté hodině začali stíhači hlásit ubývající stav paliva. Jako první se začal návratu dožadovat ENS John E. McInerny, který opustil své místo ve formaci, přeletěl k Mitchellovi a gestikulací naznačoval, že mu dochází palivo. Mitchell mu nařídil zařadit se zpět do formace, což sice McInerny udělal, ale za chvíli byl již opět po boku Mitchellova Wildcatu. Mitchell mu sice opět odpověděl, že se má zařadit, ale McInerny se otočil a zamířil zpět na východ. Spolu s ním odletěl i jeho velitel sekce ENS John Magda. Během obratu McInerny zpozoroval na jihozápadě kouř, ale nikdo z posádek bombardérů se o jeho objevu nedozvěděl. Krátce po odletu McInernyho a Magdy se – asi 150 až 160 námořních mil (277,8 až 296,3 km) od místa startu – k návratu otočily i zbývající Wildcaty. McInernyho a Magdu, kteří letěli jižněji, se jim ale již dohonit nepodařilo. Cestou zpět Wildcaty pomalu klesaly. To sice šetřilo palivo a umožnilo letět rychlostí až 160 uzlů (296,3 km/h), ale na druhou stranu to znesnadňovalo zaměření radiokompasu Zed Bakeru na naváděcí signál radiomajáku YE. Celkovou situaci nezlepšila ani nezkušenost pilotů s používáním Zed Bakeru. Obě skupiny mířily jižně (doprava) od TF 16. Nedlouho po 10:00 zpozorovali piloti větší osmičlenné skupiny světlé lodní brázdy na severu. Jelikož ale nevěděli, kde přesně jsou, došli k závěru, že musí jít o japonské letadlové lodě (nevěděli o McInernyho kontaktu při obratu) a ze strachu před zajetím v případě přistání v jejich blízkosti, se k nim ani nepřiblížili a letěli dál. Ve skutečnosti opravdu našli TF 16 a zahodili svoji jedinou šanci na návrat.
Jako prvnímu došlo palivo ENS George R. Hillovi (F-13, BuNo 5117), jehož tělo se nikdy nenašlo. Jako dalším došlo palivo Magdovi a McInernymu, kteří společně nouzově přistáli na vodě. Dne 8. června je zachránila PBY Catalina ENS Thomase Seabrooka od VP-72 z Midwaye. Dalšími trosečníky se stali LTJG Minuard F. Jennings a jeho číslo ENS Humphrey L. Tallman, které 8. června zachránila Catalina ENS Roberta E. Slatera od VP-23. Jako další přišel na řadu ENS C. Markland Kelly, jehož Wildcat F-9 BuNo 5109 se okamžitě potopil. V 10:30 musel sednout Mitchellův wingman ENS Johny A. Talbot, kterého 8. června zachránila Catalina PBY-5 BuNo 2389 od VP-51 LTJG Francise M. Fislera. Přibližně v 10:45 došlo palivo i posledním třem Wildcatům. Mitchell (F-18, BuNo 5119), LT Stanley E. Ruehlow (F-19, BuNo 5123) a LTJG Richard Dick Grey (F-5, BuNo 5086) dosedli společně. Fislerova Catalina je zachránila 9. června. Všech deset eskortních Wildcatů tak bylo ztraceno a spolu s nimi i dva piloti (Hill a Kelly).
Na Hornetu nikdo nic o tragédii VF-8 nevěděl a až do 8. června byli piloti vedeni jako pohřešovaní. Jedinou zprávu podaly posádky Dountlessů, které zaznamenaly odpoutání Wildcatů a měly za to, že stíhači zamířili k Midway. Jelikož na Midway žádný z nich nedorazil, předpokládalo se (a je to zaznamenáno i v hlášení Hornetu Serial 0018), že všichni přistáli na moři, někde ve směru 320° od Midway. Ve skutečnosti ale osm trosečníků driftovalo severovýchodně od Midway.
Po odletu stíhačů pokračovaly Ringovy Dauntlessy ve svém letu kurzem 265°. Aniž by to jejich piloti věděli, minuli Nagumovu Kidó Butai (機動部隊 ~ mobilní úderný svaz letadlových lodí) severně a před nimi se nacházel jen širý oceán. Ring nezachytil ani Waldronovu zprávu o kontaktu, kterou Waldron odvysílal kolem 9:20. S ubývajícím palivem i posádky SBD musely začít uvažovat o návratu. Asi 225 námořních mil (416,7 km) od místa startu a někdy po 9:30 Ring otočil formaci velkým obloukem doleva (na jih), aby při zpátečním letu propátral jižněji ležící oblast. Není příliš jasné, co se v následujících okamžicích událo. Ringova formace se rozpadla. Podle Lundstroma zůstal Ring sám a vydal se zpět na východ. Jeho Zed Baker neměl ve velké výšce problém i na takovou vzdálenost zachytit signál radiomajáku YE. Rodeeho VS-8 po několika minutách letu jižním směrem rovněž zamířila na východ. Pouze Johnsonova VB-8 pokračovala jihovýchodním kurzem. Tak se stalo, že VS-8 a Ring při zpátečním letu minuli japonský svaz severně, zatímco VB-8 ho minula jižně. Letecký úder Hornetu vyšel do prázdna a přitom se japonský svaz nacházel mezi VS-8 a VB-8. Severně letící Rodee a Ring sice cestou zpět zahlédli na jihu kouř ze zasažených japonských letadlových lodí, ale toto pozorování bylo ignorováno.

#### Zkáza VT-8

Piloti VT-8 těsně před bitvou u Midway (v závorce jsou uvedeny stroje, které pilotovali 4. června).
Stojící (zleva doprava):
LT James C. Owens (T-9, BuNo 0295)
ENS E. L. Fayle (nezúčastnil se)
LCDR John C. Waldron (T-16, BuNo 1506)
LT Raymond A. Moore (T-2, BuNo 0276)
ENS Ulvert M. Moore (T-8, BuNo 0324)
ENS William R. Evans (T-3, BuNo 0297)
ENS Grant W. Teats (T-15, BuNo 0329)
LTJG George M. Cambell (T-11, BuNo 0364)
Klečící (zleva doprava):
ENS Harold J. Ellison (T-4, BuNo 0321)
ENS Henry R. Kenyon (T-10, BuNo 1509)
LTJG John P. Gray (T-7, BuNo 0284)
ENS George H. Gay (jediný přeživší, T-14, BuNo 1518)
LTJG Jeff D. Woodson (T-5, BuNo 0308)
ENS William W. Creamer (T-6, BuNo 0293)
NAP1c (námořní pilot 1. třídy) Robert B. Miles (T-12, BuNo 0311)
ENS William W. Abercrombie (T-13, BuNo 0372) na snímku chybí.

Větší štěstí v hledání nepřítele mělo 15 Devastatorů VT-8. Jejich velitel LCDR John C. Waldron je vedl v letové hladině 1500 stop (457,2 m) rychlostí 100 uzlů (185,2 km/h) a zpočátku se držel kurzu 265° za odlétajícími Ringovými SBD. Aniž by si toho někdo z VT-8 všiml, vysoko nad nimi se k nim jako doprovod přidalo dest Wildcatů LT Jamese S. Graye (F-1) od VF-6 z Enterprise. Gray si totiž spletl odlétající VT-8 s vlastní VT-6.
Waldron byl rozhodnut – jak před útokem řekl kapitánu Mitscherovi – „vést útok proti nepříteli bez ohledu na následky“. Asi po půl hodině letu kurzem 265°, kolem 8:25, se Waldronova VT-8 otočila doleva na kurz přibližně 246°. Cestou narazila Waldronova skupina na japonský průzkumný hydroplán typu 0 (E13A1/„Jake“). Jednalo se o vracející se průzkumný letoun č. 4 z Tone, který v 8:55 varoval Kidó Butai rádiem před blížícím se nepřítelem.
Waldron roztáhl všech osm strojů z první divize (svůj T-16 a T-2 až T-8) do průzkumné linie, aby při hledání nepřítele pokryl větší plochu. Tou dobu se TBD dostaly pod vrstvu oblačnosti a Gray nad ní s nimi ztratil kontakt. Časem se Waldronova průzkumná linie začala rozpadat a tak Waldron přikázal letcům opět se semknout do formace. V 9:15 Waldronovi piloti zpozorovali před sebou na jihozápadním obzoru kouř a brzo i tři letadlové lodě. Waldron odvysílal hlášení o kontaktu, které ale Hornet nezachytil.
Kidó Butai právě dokončila přistání části hlídkujících stíhačů a Tomonagovy midwayské útočné vlny, když těžký křižník Čikuma v 9:18 zpozoroval na vzdálenost asi 35 kilometrů blížící se Waldronovy Devastatory. Těžké křižníky Tone a Čikuma začaly okamžitě pokládat kouřovou clonu. V 9:20 zahájila Čikuma palbu ze svých 203,2mm děl hlavní baterie, aby upozornila hlídkující stíhače a Kaga vyslala do vzduchu šest stíhaček, čímž počet hlídkujících palubních stíhacích letounů typu 0 (A6M2 Reisen/Zero) stoupl na 24. Po zpozorování nového nebezpečí zvýšila Kidó Butai rychlost a letadlové lodě se začaly otáčet k západu, aby nastavily útočícím Devastatorům své zádě. Z Waldronova pohledu se před ním nacházely tři letadlové lodě, které mu právě nastavily své pravoboky. Nejvíce napravo a nejdál se nacházela Kaga. Uprostřed a nejblíže byla Sórjú s Hirjú nalevo. Akagi byla za Hirjú a pravděpodobně proto její přítomnost Waldron nezaregistroval.
Waldron vedl VT-8 do útoku na Sórjú. Nejprve rozkázal LT James C. Owensovi (T-9, BuNo 0295) aby s druhou divizí (T-9 až T-15) zaútočil zprava, ale když se přiblížila Zera, povolal Owense zpět: v sevřené formaci se mohly Devastatory navzájem krýt palbou palubních střelců. Devastatory klesly nízko k hladině a pomalu se přibližovaly k cíli. Na VT-8 se vrhlo celkem 10 Zero: čtyřčlenná šótai (小隊 ~ sekce) ittó hikó heisó (一等飛行兵曹 ~ četař) Masao Tanigučiho z Akagi a dvě tříčlenné šótai tai'i (大尉 ~ poručík) Masao Iizuky a ittó hikó heisó Akira Jamamoty z Kaga. Jeden po druhém během následujících patnácti minut padaly zasažené Devastatory do moře. Když se poslední tři stále ještě letící Devatsatory přiblížily k Sórjú, ta zahájila úhybný manévr otočením doprava (na východ). ENS George H. Gay ve svém TBD-1 BuNo 1518 (T-14) dokázal vypustit své torpédo proti levoboku nebo pravoboku Sórjú ze vzdálenosti asi 800 yardů (731,5 m). Poté se přehoupl přes její palubu a na druhé straně dopadl do moře. Podle pozdější Gayovy výpovědi je T-14 považován za poslední letící TBD VT-8 a jediný, který svrhl své torpédo. Avšak japonské záznamy tvrdí, že svá torpéda vypustily dva Devastatory a Sórjú se vyhýbala dvěma torpédům. Gayův T-14 tak nemusel být posledním letícím Devastatorem.
Podle japonských záznamů bylo v 9:42 po všem. Všech 15 TBD-1 od VT-8 bylo sestřeleno, aniž by dosáhly jediného zásahu. Masakr VT-8 přežil jako jediný ENS George H. Gay. Zbývajících 14 pilotů a 15 radistů-palubních střelců zahynulo. Grayovy Wildcaty po celou dobu hlídkovaly nad místem tragédie, ale kvůli vrstvě oblačnosti a rozdílným komunikačním frekvencím neměly o ničem ponětí.
Po sebeobětování posádek torpédových bombardérů VT-8 a poté i VT-6 dorazily na scénu střemhlavé bombardéry (a VT-3, která byla rovněž zdecimována) z Yorktownu a Enterprise a těžce poškodily tři ze čtyř japonských letadlových lodí. Dříve bylo obětování posádek pomalých a zastaralých torpédonosných Devastatorů vykládáno jako velký přínos pro vítězství Američanů, neboť odlákaly stíhače do nízkých letových hladin a donutily je vyčerpat palivo a munici. Parshall & Tully, Lundstrom a Rose ve svých pracích ale ukazují, že útok VT-8 měl za následek „pouze“ zdržení vyslání japonské útočné vlny proti americkým letadlovým lodím a přilákání VT-6. Stále ještě měli Japonci dost času vystoupat s čerstvými stíhači do dostatečné výšky, aby mohli zasáhnout proti střemhlavým bombardérům.

#### Návrat SBD

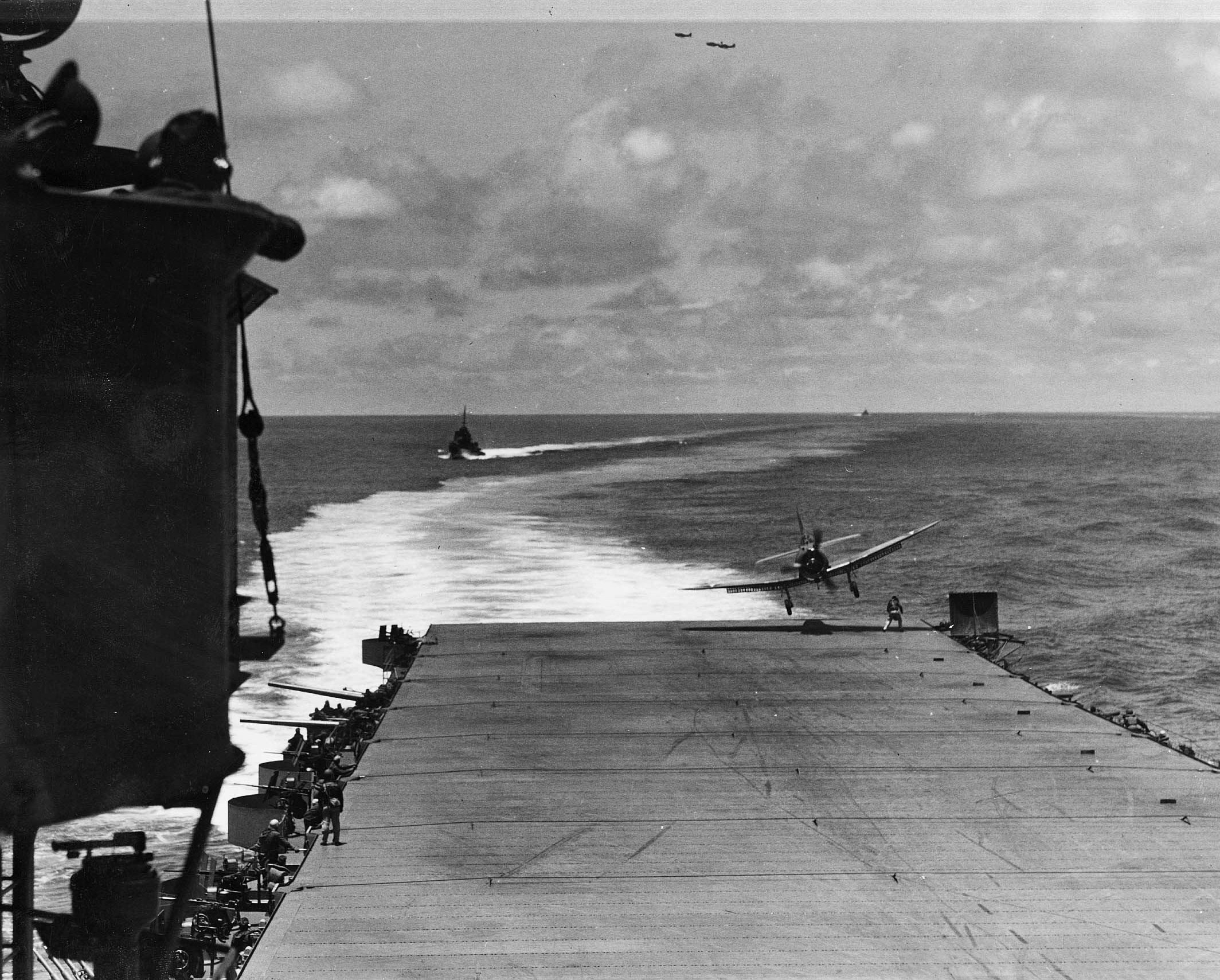
SBD-3 při přistání jenom velice těsně míjí LSO (Landing Signal Officer – důstojník navádějící letadla na přistání). Napravo je plachtou kryté stanoviště LSO a za zádí pluje doprovodný torpédoborec, který má za úkol vylovit posádky strojů, které při přistání spadnou do moře (plane guard).

Mezi 9:32 a 9:50 vyslal Hornet do vzduchu druhou stíhací hlídku osmi Wildcatů (dvě divize po čtyřech strojích) a také přistála polovina Wildcatů z první hlídky. Zbývající čtyři stroje první hlídky přistály až přibližně v 10:45. Poté Hornet připravil ke startu osm Wildcatů třetí hlídky. Tu ale Hornet vyslal do vzduchu až poté, co radar v 11:00 zachytil vracející se SBD. Jako první letěl Ring a za ním s odstupem patnáct SBD z VS-8. Část pilotů své pumy před přistáním odhodila do moře, zatímco zbytek – včetně Ringa – se rozhodl přistát i s podvěšenou pumou. Ring dosedl kolem 11:18 a VS-8 začala přistávat pár minut po něm. Poslední SBD dosedl ve 12:09.
Mezitím Johnsonova VB-8 mířila jihovýchodním směrem k Midway. Čtyři SBD se od skupiny oddělily a v 11:45 přistály na Hornetu. Zbývajících čtrnáct strojů pokračovalo k atolu, ale dvěma z nich došlo palivo severozápadně od Midwaye a musely nouzově přistát na hladinu. V laguně atolu přistál i třetí ztracený SBD. Posádky těchto tří ztracených SBD byly později zachráněny. Zbývajících jedenáct SBD přistálo na atolu kolem 11:35. Piloti odhodili před přistáním pumy, což vedlo k obránce k domnění, že se jedná o další nálet a tři SBD byly následovně poškozeny „přátelskou“ protiletadlovou palbou.

#### ObranaYorktownu

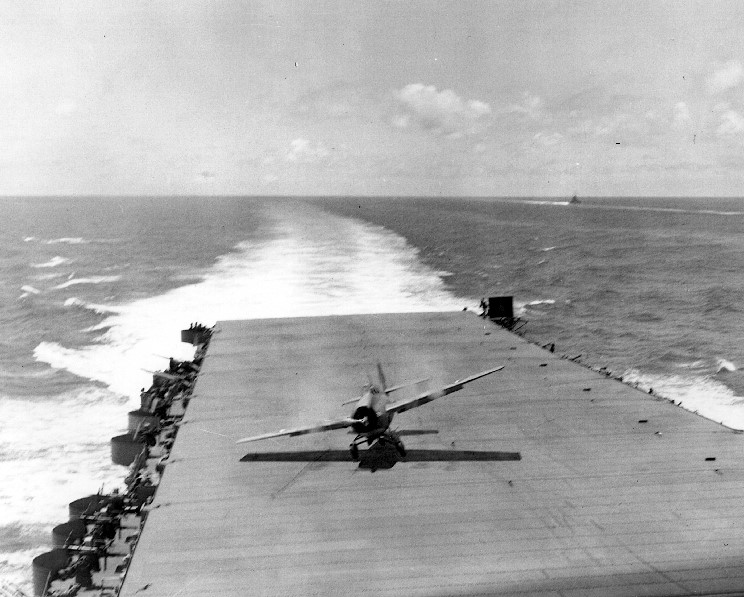
12:29: Podvozek Wildcatu F-24 ENS Sheedyho od VF-3 při přistání zkolaboval a kulomety vystřelily dvouvteřinovou dávku

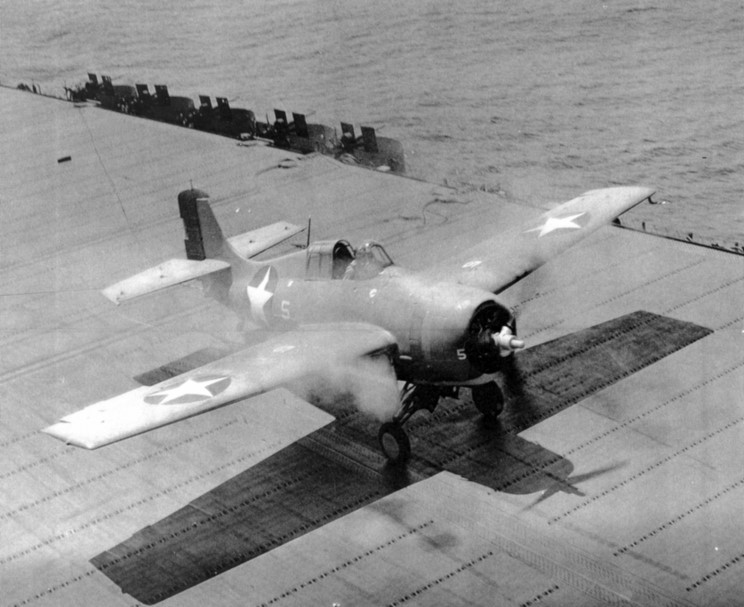
Přesně hodinu poté přistával LTJG William W. Barnes – další sirotek z Yorktownu – a opět promluvily kulomety

V 11:52 zachytil radar na Yorktownu blížící se Kobajašiho první údernou vlnu z Hirjú. K obráncům Yorktownu se přidala i čtyřčlenná divize Wildcatů z třetí hlídky Hornetu, kterou vedl LT Warren W. „Hank“ Ford. Rozkaz letět na pomoc Yorktownu se týkal obou divizí třetí hlídky, ale uposlechla ho pouze Fordova divize. LT Edward J. O'Neill, který vedl druhou divizi (a první sekci), měl vadné rádio a odmítl – v rozporu s doktrínou – předat vedení svému wingmanovi ENS Carlton B. Starkesovi, který rozkaz slyšel. Rovněž velitel druhé sekce LTJG Lawrence C. French měl porouchané rádio a tak se z druhé divize na pomoc Yorktownu vydali pouze oba wingmani, kteří ale přiletěli příliš pozdě, než aby zasáhli do boje.
Ford a jeho wingman ENS Morrill I. „Cookie“ Cook se z výšky 20 000 stop (6096 m) vrhli na doprovodná Zera pod sebou. Ford si nárokoval jedno Zero, ale poté se – nebýt pomoci ENS Johna B. Baina od VF-3 z Yorktownu – málem stal obětí jiného. Cook, který se od svého velitele oddělil, si nárokoval dvě Zera. Celkem si američtí stíhači nárokovali sedm sestřelených Zero jistě a další pravděpodobně, či poškozená. Ve skutečnosti ale Japonci přišli nad TF 17 pouze o tři Zera.
Zbývající dva stíhači Fordovy divize se zaměřili na palubní bombardéry (kanbaku) typu 99 (D3A1/„Val“), které se blížily k Yorktownu. ENS George Formanek si nárokoval sestřelení jednoho kanbaku. Jeho wingman ENS Stephen W. Groves (F-17, BuNo 5089 nebo 5118) se ale z mise nevrátil. Podle Formaneka ho měli na svědomí vlastní protiletadloví dělostřelci. Později bylo Grovesovi in memoriam přiznáno sestřelení druhého kanbaku.
Když ve 12:09 dokončil Hornet přistávání navrátilých SBD, vyslal ve 12:25 do vzduchu pět Harwoodových Wildcatů čtvrté hlídky, které zamířily k Yorktownu. Po jejich startu přijal Hornet tři stíhače z vlastní hlídky. Poté došlo na palubě Hornetu k nehodě. Zraněný ENS Daniel C. Sheedy od VF-3, který se vracel z doprovodu bombardérů, se rozhodl se svým poškozeným F4F-4 Wildcatem (F-24, BuNo 5239) přistát na Hornetu. Při prudkém přistání ve 12:29 se zhroutila pravá podvozková noha, F-24 se stočil doprava a došlo k výstřelu asi dvouvteřinové dávky ze všech šesti 12,7mm kulometů, která zasáhla zadní část lodního ostrova. Tam zabila pět a zranila dalších dvacet mužů posádky. F-24 byl jako neopravitelný shozen přes palubu.
Ve 12:53 vyslal Hornet další tři Wildcaty LTJG John F. Sutherlanda na hlídku nad TF 16. Mezi 13:16 a 13:29 přistálo na Hornetu šest Wildcatů od VF-3 (Crommelin, Bain, Bass, Markham, Bright a Barnes) a zbývající tři stíhači Fordovy divize ze třetí hlídky. Jako poslední sedal Barnes (3-F-5) a opět došlo k výstřelu dávky z kulometů, která ale tentokrát nikoho nezranila.
Ve 13:50 došlo k zajímavému incidentu, když éterem zazněl perfektní angličtinou vyslovený příkaz „All Blue patrols return for juice“ (~ Všem modrým hlídkám [tzn. VF-8]: vraťte se pro šťávu). Jednalo se o japonský pokus ochromit americké krytí. Návodčí z Enterprise proto okamžitě varoval hlídky před japonským vměšováním.
Těsně po 13:56 uvolnil návodčí z Yorktownu oba wingmany O'Neillovy divize (Starkes a Smith) ze třetí hlídky, kteří dosud hlídkovali a prověřovali bogeys (~ neidentifikované letouny) nad Yorktownem. Oba se vydali s ubývajícím palivem k Hornetu, kam je následovalo i všech pět Harwoodových Wildcatů čtvrté hlídky. Rovněž O'Neill a French, kteří celou dobu hlídkovali nad TF 16, sestoupili na přistání. Ve 14:09 přistál O'Neill a hned po něm French. Ve 14:19 přistál Starkes, ale ENS James C. Smith byl „odmávnut“ na další okruh, který ale již nedokončil. Po vyčerpání paliva ve 14:22 přistál na hladině a následně jej zachránil torpédoborec USS Conyngham. Jednalo se o dvanáctý Wildcat, který toho dne VF-8 ztratila.
Hornet měl ve 14:30 ve vzduchu na hlídce celkem osm Wildcatů a spolu s Enterprise se začal připravovat k vyslání druhé vlny bombardérů. To zabránilo vyslání dalších stíhačů na pomoc Yorktownu, ke kterému se blížila druhá vlna z Hirjú. Z osmi modrých stíhačů se na pomoc Yorktownu vydala Sutherlandova trojice, ale ve výšce 18 000 stop (5486,4 m) letící stíhači nebyli schopní najít nízko letící palubní útočné letouny (kankó) typu 97 (B5N2/„Kate“) a do boje nezasáhly. Teprve až ve 14:50 vyslal Hornet další hlídku osmi Wildcatů (4 od VF-8 a 4 od VF-3).

#### Druhá vlna
Ve 14:45 letoun z Yorktownu objevil zbývající akceschopnou japonskou letadlovou loď Hirjú. Hornet zachytil hlášení o kontaktu a Mitscher nechal připravit novou údernou vlnu. Enterprise se také chystala vyslat své letouny, ale opět nikoho na Enterprise nenapadlo předat rozkazy na Hornet. Mezitím se nad Hornetem objevilo jedenáct Johnsonových SBD, které se vracely z mezipřistání na Midway. Mitscher proto rozhodl přerušit přípravu nové vlny a nechat přistát čekající letouny. První z nich dosedl v 15:10 a poslední o půl čtvrté. Spolu s nimi přistálo i všech pět Wildcatů Harwoodovy čtvrté hlídky a dva stíhači z VF-3 (Haas a Dibb).
Teprve kolem půl čtvrté signalizovala Enterprise rozkaz vyslat druhou vlnu bez doprovodu stíhaček. V 16:03 vyslal Hornet druhou vlnu 16 střemhlavých bombardérů složenou ze strojů VS-8 i VB-8 a kterou vedl LT Edgar E. Stebbins od VS-8. Po startu bombardéry nabraly kurz 278°. Cestou se dva bombardéry musely obrátit zpět. Cílem zbývajících čtrnácti byla Hirjú, ale když piloti z Hornetu přiletěli v 17:20 na místo, našli ji již v plamenech. Předešli je o něco dříve startující střemhlavé bombardéry VS-6, VB-6 a VB-3 z Enterprise. Stroje z Hornetu proto napadly doprovodná plavidla. Hubáček uvádí, že se jejich cílem stala bitevní loď Haruna a těžký křižník Čikuma. Podle Parshall & Tully a Hackett & Kingsepp se jejich cílem stala dvojice křižníků Tone a Čikuma. Na rozdíl od Mitscherova tvrzení v oficiálním hlášení, které nárokuje tři zásahy na bitevní lodi a dva zásahy těžkého křižníku, se všichni výše zmínění historikové shodují, že se Stebbinsovým bombardérům nepodařil ani jeden zásah. Jediným pozitivem pro piloty z Hornetu tak mohlo být to, že i přes přítomnost japonských stíhačů (které ale letci z Hornetu nezaznamenali) nebyl žádný SBD sestřelen.
V 18:57 začaly na Hornetu přistávat hlídkující Wildcaty a vracející se Stebbinsova druhá vlna. Všechny stroje přistály v pořádku a letecké operace toho dne pro Hornet skončily.
V 19:15 se Hornet spolu s ostatními loděmi otočil na kurz 090° a zamířil na východ, aby se vyhnul případnému nočnímu střetu s japonskými hladinovými jednotkami. Ve 23:10 byly ostatky pěti mužů posádky zabitých při nouzovém přistání Sheedyho Wildcatu pohřbeny do moře. O půlnoci byl kurz změněn na severní.

### Pátek 5. června

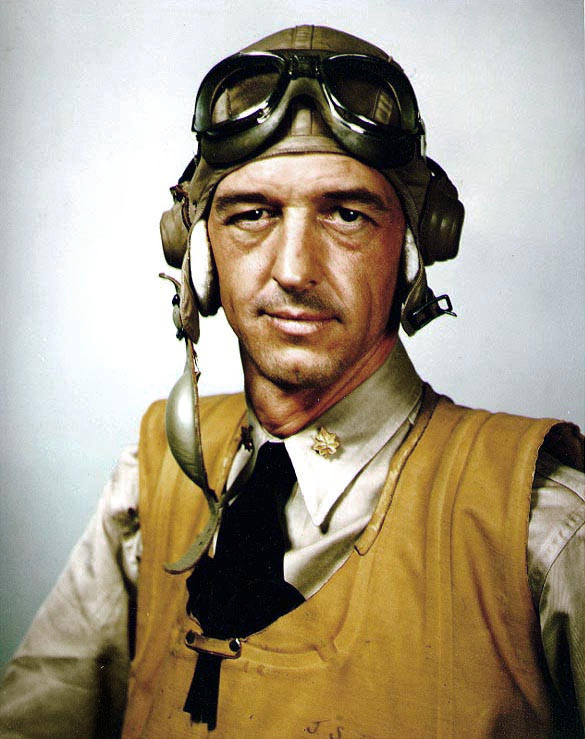
John S. „Jimmy“ Thach, velitel VF-3, veterán z Korálového moře, autor „Thachovy vlny“ a eso se šesti sestřely. Na Hornetu se ujal velení „VF-3/42/8“.

Mezi historiky nepanuje jednoznačná shoda ohledně toho, co se dělo po půlnoci na 5. června. Podle Lundstroma změnila TF 16 po půlnoci kurz kvůli falešnému radarovému kontaktu opět na východ. Ve 2:00 se lodě otočily o 180° na západní kurz 270°, aby naopak zmenšily vzdálenost pro plánované ranní letecké operace. Ve 4:20 byl kurz upraven na jihozápadní a lodě vpluly do mlhy a deště. Podle Hubáčka po změně kurzu na severní následovala změna kurzu na jižní a následně na západní. Podle Rose po změně kurzu na severní následovala v 1:45 změna kurzu na západ. Podle Mitscherova hlášení po půlnoční změně kurzu na sever následovala v 1:48 změna kurzu na 270°. Podle Combat Naratives z roku 1943 plula TF 16 na sever až do radarového kontaktu v 0:44. Poté se otočila na východ a později na jih a až ve 2:00 měl být nastaven západní kurz 270°. Všechny zdroje se ale shodují v tom, že časně ráno plul Hornet na západ.
V 7:30 byla rychlost změněna na 25 uzlů (46,3 km/h). Podle Hubáčka zamířila TF 16 na severozápad vstříc poškozené Hirjú (která se ale potopila krátce po deváté hodině – což Američané nevěděli) po osmé hodině ráno. Podle Lundstroma se tak stalo až v 11:00 stále rychlostí 25 uzlů. Stíhací hlídku nad svazem držela Enterprise. Pro Hornet to znamenalo klidné ráno, které bylo přerušeno pouze přistáním šesti Wildcatů (F-1, F-10, F-12, F-13, F-15 a F-21) LCRD Johna S. Thache (F-1) od VF-3 z první hlídky Enterprise. Ty po hlídce přistály na Hornetu, aby kompenzovaly ztráty VF-8 z předchozího dne. Hornet tak nyní nesl 29 F4F-4 (15 od VF-8 a 14 od VF-3). VF-3 se ve skutečnosti skládala ze samotné VF-3 (původně z USS Saratoga) sloučené s VF-42 (původně z USS Ranger). Když byla VF-3 nyní sloučena se zbytkem Hornetí VF-8, byl tento hybrid pod velením LCDR Thache označován jako „VF-3/42/8“.
Podle Lundstroma odstartovalo v 15:12 12 SBD od VB-8 vedených CDR Ringem. Následovaly je bombardéry z Enterprise a v 15:43 se na cestu vydala druhá vlna 14 SBD, kterou vedl LCDR Rodee. Podle Mitscherova hlášení odstartovalo všech 26 SBD najednou v 15:12 a podle Parshall & Tully odstartovala první vlna 11 SBD až v 15:30, zatímco druhá vlna v 15:43 měla mít 21 strojů.
Některé bombardéry z Hornetu byly – navzdory Spruanceho rozkazu – podvěšeny 1000lb (453,6 kg) pumou. Cílem byly zbytky Kidó Butai spolu s předpokládanou letadlovou lodí. Ring vedl svoji skupinu kurzem 324° a cestou narazil v 17:15 na „lehký křižník“. Pokračoval dál v pátrání až do vzdálenosti 315 námořních mil (583,4 km), ale žádné další hladinové jednotky nepřítele nenašel. Cestou zpět se proto Ringova skupina vrhla v 18:08 na onen „lehký křižník“, který byl ve skutečnosti torpédoborec Tanikaze. Tanikaze byl vyslán, aby potopil Hirjú v případě, že by se stále ještě držela na hladině. Torpédoborec se všem svrženým pumám obratně vyhnul – střepiny jedné z pum pouze zasáhly zadní dělovou věž a následná exploze zabila její šestičlennou obsluhu – a bombardéry se vydaly zpět k TF 16.
Na mateřské lodě se bombardéry vracely již za tmy a s posledními kapkami paliva v nádržích. Obě letadlové lodě – navzdory nebezpečí útoku ponorek – rozsvítily palubní světla a když se k Hornetu blížil se svým Dauntlessem velitel VB-8 LCDR Johnson, byly dokonce rozsvíceny dva světlomety a namířeny k obloze. LT Ray Davis od VS-8 se svým SBD přistál nouzově na hladině a byl následně vyzvednut na palubu USS Aylwin. Až na Davise přistály všechny ostatní SBD v pořádku i když ne vždy na své letadlové lodi. Na Hornetu přistál SBD 6-S-1 z Enterprise, zatímco pět SBD z Hornetu přistálo na Enterprise. Byl mezi nimi i SBD 8-B-2.
Po nočním přistání – které bylo pro mnohé piloty jejich prvním – nejeden z pilotů využil povolené „lékařské“ brandy. Na lodích US Navy byla jinak konzumace alkoholických nápojů zakázaná.
Během noci na 6. června plul Hornet 15 uzly (27,8 km/h) kurzem 280°. V noci dorazila zpráva o záchraně ENS Gaye. Osud zbývajících pilotů a členů posádek pohřešovaných letadel VT-8 a VF-8 zůstával stále neznámý.

### Sobota 6. června

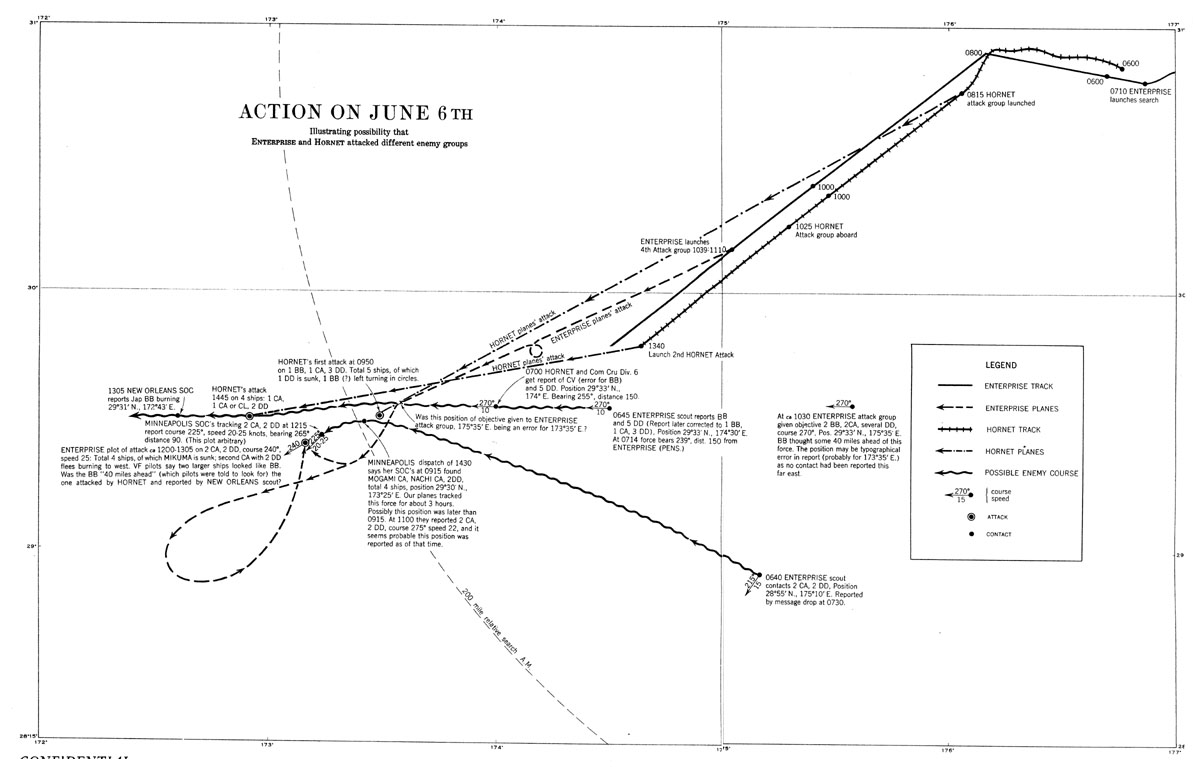
6. červen očima Američanů: Mapa z Combat Naratives (1943) zobrazuje trasy Hornetu a Enterprise, kontakty a útoky na japonské křižníky. V roce 1943 se ještě vycházelo z mylného předpokladu, že se spolu s křižníky západně od Midway pohybovala i bitevní loď.

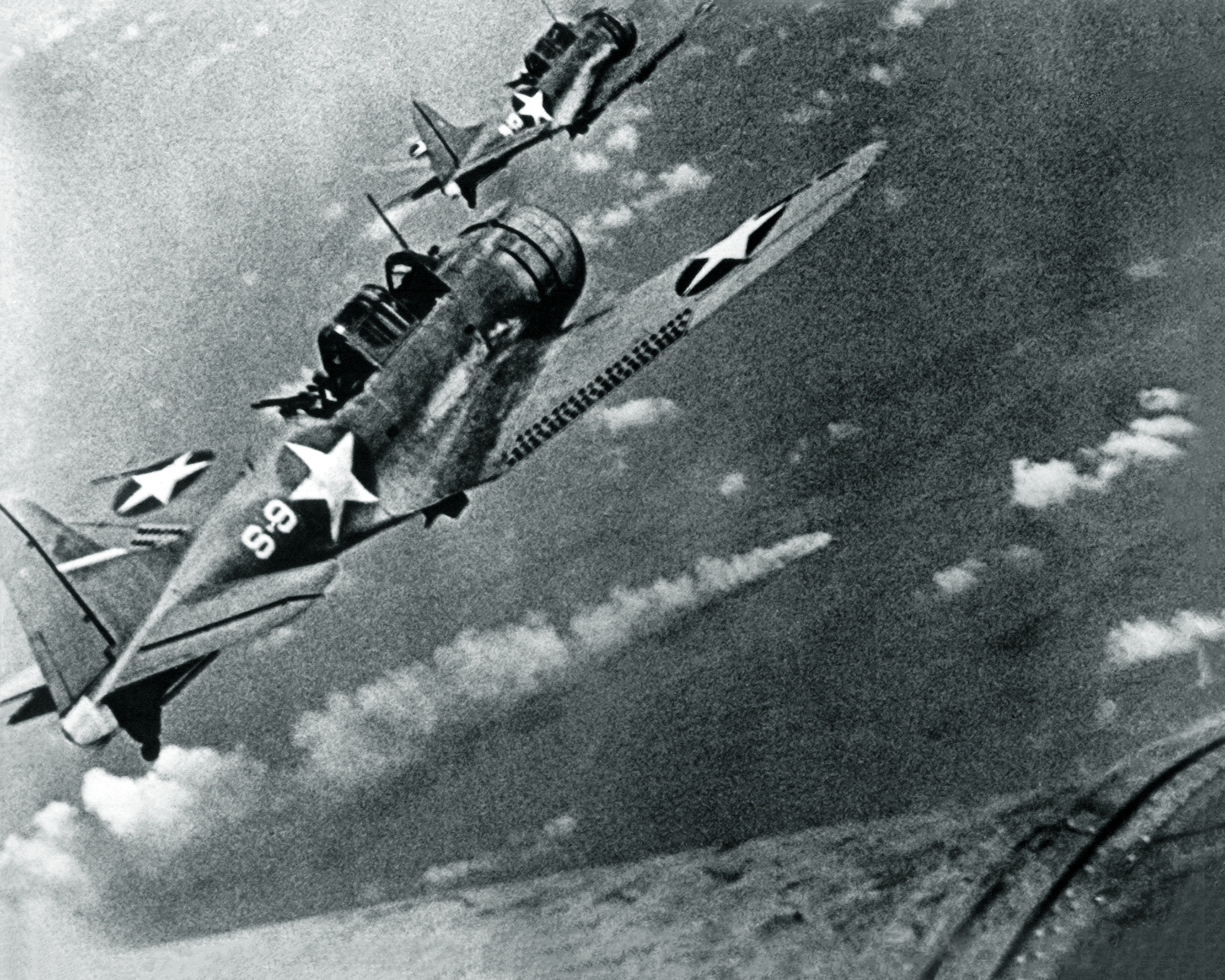
Dva střemhlavé bombardéry SBD-3 Dauntless od VS-8 z Hornetu nad hořícím těžkým křižníkem Mikuma. V popředí je stroj S-9, stroj v pozadí je S-13. Odpoledne 6. června.

V 5:00 ráno 6. června byla TF 16 více než 350 námořních mil (648,2 km) severozápadně od Midway. Hornet vyslal šest Wildcatů na časnou ranní hlídku. Mezi letouny, které ráno odstartovaly z Enterprise na průzkum, byly i SBD z Hornetu, které předchozího večera přistály na Enterprise. Byl mezi nimi i SBD 8-B-2, který v 6:45 hlásil kontakt s „jednou letadlovou lodí a pěti torpédoborci“. Po jeho přistání na Hornetu se ukázalo, že hlášený kontakt měla být bitevní a ne letadlová loď. Ve skutečnosti zahlédnuté lodě nebyly ani letadlové, ani bitevní, ale jednalo se o dva Kuritovy poškozené těžké křižníky Mogami a Mikuma, které se v noci ze 4. na 5. června srazily a teď zůstaly pozadu. Mogami měla zdemolovanou příď a Mikuma měla protrženou palivovou nádrž.
Hornet zrychlil na 25 uzlů a otočil se na jiho–jihozápad. V 7:57 opustil palubu Hornetu první ze 34 strojů první útočné vlny. Tvořilo jí 26 SBD-3 (vypůjčený Ringův, 11 od VB-8, 12 od VS-8 a po jednom od VS-5 a VS-6) vedených CDR Ringem a 8 F4F-4 LT Forda z původní VF-8. Osm SBD neslo 500lb (226,8 kg) pumu a zbývající SBD nesly po jedné 1000lb pumě. Stíhači byli vyzbrojeni pouze palubními kulomety a byli vysláni pro případ, že by Japonci měli v oblasti ještě nějaké letadlové lodě. Po startu útočné vlny zahájil Hornet v 8:15 příjem vracejících se SBD (které startovaly z Enterprise) z ranního průzkumu. Po ukončení leteckých operací přešel Hornet na jihozápadní kurz.
V 9:30 zpozorovaly bombardéry z Hornetu cíl a v 9:50 přešly do střemhlavého letu. Protiletadlová palba obou křižníků a dvou doprovodných torpédoborců sestřelila dva SBD: stroj BuNo 4677 ENS Donalda T. Griswolda od VB-8 a ENS Vammena (6-S-1, BuNo 03207) od VS-6. Jejich posádky zahynuly. Doprovodní stíhači, kteří ve vzduchu nenarazili na odpor, se přidali k útoku a postřelovali japonská plavidla svými šesti půlpalcovými kulomety. Co dokáží s lodní nástavbou, jim před dvěma dny názorně ukázal ENS Sheedy.
Po náletu si piloti (podle Mitscherova hlášení) nárokovali tři zásahy na „bitevní lodi“ (chybně klasifikovaná Mikuma) a dva na „těžkém křižníku“ (Mogami). Japonské záznamy (podle Parshall & Tully) ale potvrzují pouze dva zásahy na Mogami (skórovala VS-8: jedna puma pronikla pancéřováním zadní dělové věže a zabila celou její posádku, druhá explodovala uprostřed lodě a zničila torpédomety) a pouze blízké dopady pum u Mikumy.
V 10:35 přistál první letoun z útočné vlny zpátky na Hornetu. V 10:45 již byly všechny letouny zpět na palubě. Po Ringovi zaútočily na křižníky bombardéry z Enterprise a zasáhly oba křižníky. Letouny první vlny byly na Hornetu dotankovány, přezbrojeny a ve 13:30 začalo 24 Dauntlessů startovat ke třetímu a poslednímu úderu. Tentokrát již letěly bez stíhacího doprovodu a každý nesl 1000lb pumu. Cestou se musel jeden SBD otočit a nouzově přistát na Hornetu ve 14:00. Po tomto nouzovém přistání přijal kolem 14:15 Hornet na palubu ještě tři vracející se SBD z útočné vlny Enterprise.
Poslední vlna z Hornetu se vrhla do útoku kolem 15:00. Jedna z bomb explodovala na zádi torpédoborce Arašio, kde způsobila masakr mezi trosečníky z Mikumy. Kromě toho si američtí piloti nárokovali až šest dalších zásahů 1000lb pumami na Mikumě a jeden na Mogami, kde puma zasáhla plošinu pro hydroplány. I přes těžká poškození Mogami nakonec unikla, zatímco Mikuma se potopila v 19:30. Letouny poslední útočné vlny se vrátily v 15:28 beze ztrát. Po jejich přistání se TF 16 v 19:07 otočila na severovýchod a bitva u Midway skončila.
Celkem přišla palubní skupina Hornetu během celé bitvy o 32 až 37 letadel (bez započítání vyčleněné části VT-8 na Midway): VF-8 o 12 Wildcatů,, VT-8 o všech 15 Devastatorů a ztráty VS-8 a VB-8 byly buďto po pěti Dauntlessech z VB-8 a VS-8, nebo pět SBD z VB-8 a jeden z VS-8, nebo jenom pět SBD bez bližšího určení jednotky, jak uvádí Mitscher v hlíšení.
TF 16 mířila na setkání s tankery Cimarron a USS Guadalupe. Dne 8. června se za snížené viditelnosti ztratily dva SBD. Jeden z nich nakonec přistál na Midway. Dne 9. června došlo na Hornetu k další tragické nehodě, když při doplňování paliva z Cimarronu zahynul příslušník personálu VT-8 James C. Hawkins. Po doplnění paliva z tankerů 9. června se 10. června TF 16 setkala se zbytky TF 17 posílenými o Saratogu. Ráno 11. června na Hornet přeletělo ze Saratogy devět náhradních SBD-3 LT Keith E. Taylora od přepravní jednotky a deset nových TBF-1 Avenger od detašmentu VT-8 LT Harolda H. Larsena. Poté, co TF 16 obdržela nová letadla, zamířila v 11:00 na sever, aby se zapojila do plánovaných bojů u Aleut. Po několika hodinách plavby byl rozkaz odvolán a TF 16 obrátila k Pearl Harboru. Ráno 13. června odeslal Hornet své letouny na MCAS Ewa a ještě téhož dne zakotvil v Pearlu.

## Modifikace a obnova palubní skupiny (červen–srpen 1942)

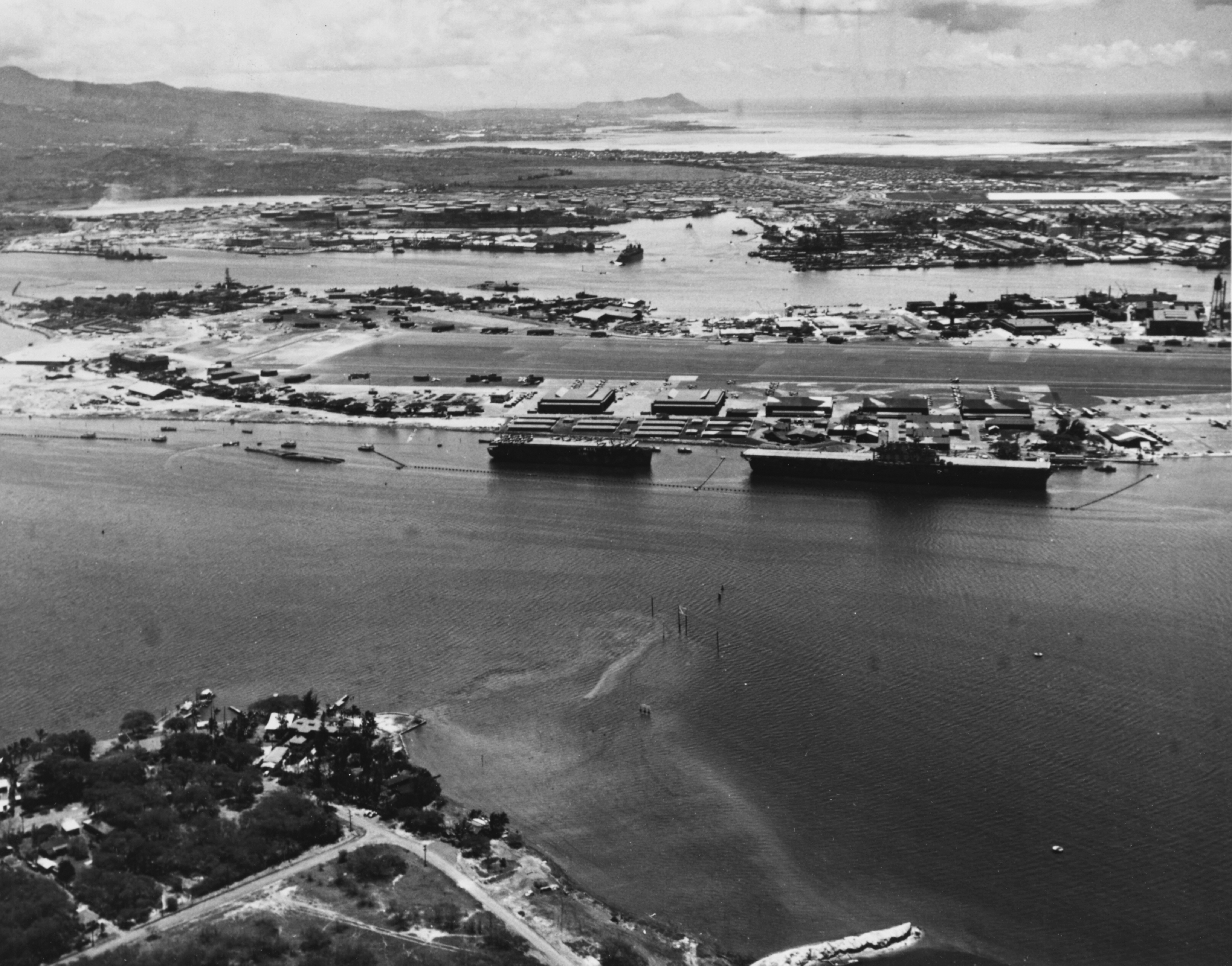
Hornet (vpravo) a „pomocná eskortní letadlová loď“ (AVG) USS Long Island za protitorpédovými sítěmi u Fordova ostrova v Pearl Harboru 1. srpna 1942

Po návratu od Midway až do 17. srpna zůstal Hornet v Pearl Harboru. Posádka potřebovala odpočinout, neboť od vyplutí z Norfolku se prakticky nezastavila. Také bylo třeba dát dohromady novou palubní skupinu a čas v přístavu byl využit i pro různé modifikace.
Dne 26. června byl z hangárové paluby odstraněn katapult H 2. Počátkem července byl na Hornet nainstalován nový metrový radar CXAM pro sledování vzdušných i hladinových cílů, který byl demontován z potopené bitevní lodě USS California a který nahradil dosavadní metrový radar SC. K plánované výměně 28mm čtyřčat za čtyřhlavňové 40mm Boforsy ale nedošlo, neboť do Pearl Harboru žádné nedorazily. Protiletadlová výzbroj byla posílena jenom o pět Oerlikonů na celkový počet 32 hlavní. Těchto pět nových 20mm kanónů bylo rozmístěno následovně: dva posílily baterii vedle můstku (nyní šest hlavní), dva byly umístěny na zádi ve výřezech na okraji letové paluby a jeden na zádi na levoboku za stanovištěm LSO.
Letecká skupina Hornetu byla reorganizována. LCDR Henry G. Sanchez se svojí VF-72 nahradil stíhací VF-8. VF-72 předtím sloužila v Atlantiku na USS Wasp. Sanchez do svojí jednotky přibral i některé piloty z VF-8 a zbytek Wildcatů, takže VF-72 měla 36 F4F-4. VF-8 se ze ztrát a kanibalizace již nevzpamatovala a 25. srpna byla deaktivována. Zdevastovaná VT-8 byla nahrazena nově sestavenou VT-6 (původní VT-6 z Enterprise byla rovněž zdecimována u Midwaye) s TBF-1 Avengery.
Také velení prodělalo změny. Novým velitelem Hornetu se 15. června stal CAPT Charles P. Mason. Novým velitelem leteckého provozu místo Souceka se stal bývalý zkušební pilot CDR Marcel E. A. Gouin. CDR Ring odešel a na uvolněné místo velitele letecké skupiny nastoupil na CDR povýšený Walter F. Rodee.
Proběhla také cvičná plavba v okolí Pearl Harboru.

## Kampaň uŠalomounových ostrovů (srpen–říjen 1942)

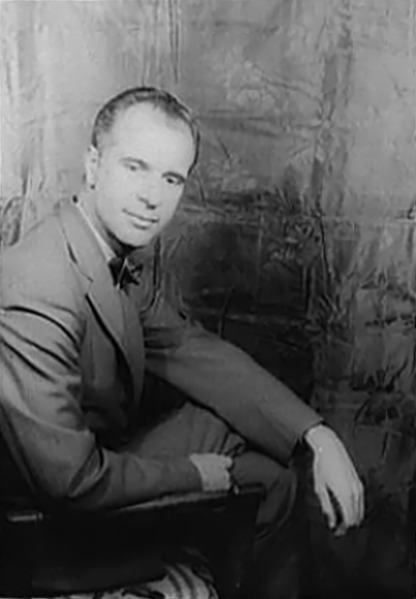
Spisovatel, nositel Pulitzerovy ceny za román „A Bell for Adano“ a novinář John R. Hersey (zde na fotografii z roku 1958) byl jedním ze dvou válečných korespondentů, kteří se s Hornetem vydali do jihozápadního Pacifiku

### Cesta do jihozápadního Pacifiku (srpen 1942)
Dne 17. srpna vyplul Hornet – v rámci TF 17 kontradmirála George D. Murraye – k Šalomounovým ostrovům, aby se zapojil do bojů o Guadalcanal. Vedle Hornetu se TF 17 skládala ještě z těžkých křižníku USS Northampton a USS Pensacola, protiletadlového křižníku USS San Diego a šesti torpédoborců.
Při vyplutí disponovala Sanchezova VF-72 celkem 37 F4F-4 (32 operačních) a jedním odlehčeným průzkumným F4F-7 (BuNo 5268). VB-8 s 16 SBD-3 velel LCDR Alfred B. Tucker III a VS-8 s dalšími 16 SBD-3 velel LCDR William J. Widhelm. VB-8 a VS-8 měly celkem 24 SBD operačních. VT-6 s 16 TBF-1 (13 operačních) velel LT Edwin B. Parker. CDR Rodee měl navíc k dispozici vlastní TBF-1. Kromě těchto vlastních letadel nesl Hornet ještě dalších dvacet nových F4F-4, které byly s demontovanými křídly zavěšeny pod stropem hangáru. V jihozápadním Pacifiku, kam měl Hornet namířeno, byl totiž zoufalý nedostatek stíhačů. Celkem tak Hornet na své poslední plavbě z Pearl Harboru nesl 107 letadel, z toho 57 stíhacích F4F-4. Na palubě se nacházeli i dva váleční korespondenti Thomas C. „Tom“ Lea a John R. Hersey.
Cestou na jihozápad překročil Hornet opět rovník, tentokrát na 174. stupni západní délky. Dne 19. srpna během hlídkového letu začal Tuckerův SBD-3 BuNo 03191 hořet. Tucker sice opustil stroj na padáku, ale přivolaný torpédoborec nikoho nenašel. Novým velitelem VB-8 se tak stal Widhelm a na post velitele VS-8 nastoupil její výkonný důstojník LT James E. Vose.

### Křižovatka torpéd
Všechny časy jsou v GMT+11

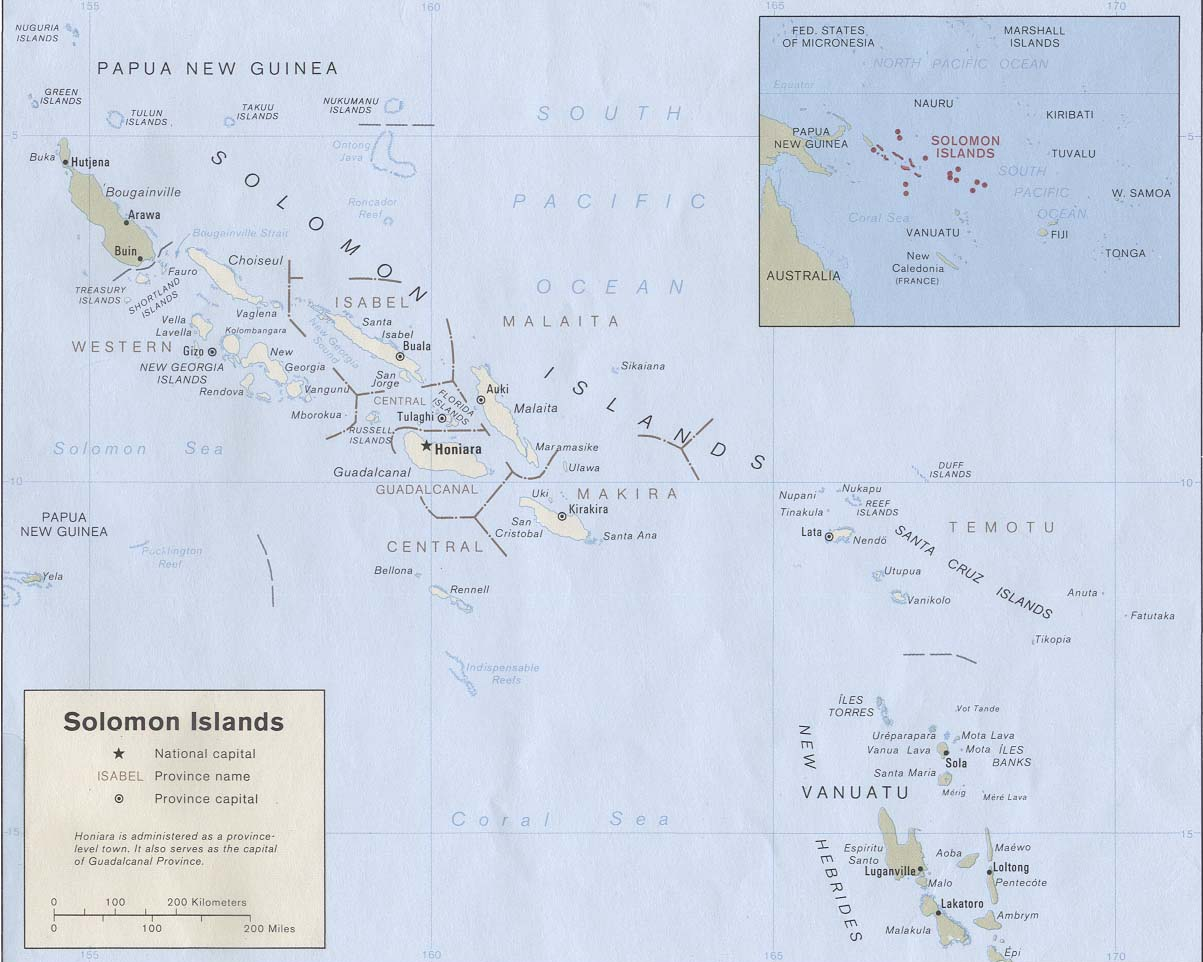
Mapa oblasti Šalomounových ostrovů, kde Hornet strávil své poslední dva měsíce. Moře mezi ostrovy San Cristobal a Espiritu Santo si díky časté přítomnosti japonských ponorek vysloužilo označení „křižovatka torpéd“ (torpedo junction)

Do cílové oblasti Hornet dorazil 29. srpna. Toho rána se 50 námořních mil (92,6 km) východně od San Cristobal TF 17 připojila k Fletcherově TF 61 s letadlovými loděmi Saratoga (Fletcherova vlajková loď) a Wasp, přičemž TF 17 byla začleněna do TF 61 jako TG 61.2. Spolu s celou TF 61 pak Hornet zamířil na jih. Fletcher totiž se svými loděmi křižoval východně od San Cristobal – mimo dosah japonských letadel z Rabaulu. Během dne plul na jih k Espiritu Santo a během noci se zase vracel zpět na sever. Dne 30. srpna se od TF 61 odpojil Wasp s doprovodem (TG 61.3 respektive TF 18) kvůli doplnění zásob. V 7:48 31. srpna byla Saratoga zasažena torpédem z ponorky I-26 a Hornet se tak až do návratu Waspu stal jedinou akceschopnou letadlovou lodí TF 61.
V 19:00 téhož dne se Hornet spolu se zbytkem TF 17 oddělil od TF 61 a zamířil k předem naplánovanému setkání s tankerem 250 námořních mil (463 km) jihovýchodně od Espiritu Santo. Během tankování obdržel 3. září RADM Murray rozkaz držet se s TF 17 jižně od 12. jižní rovnoběžky (doposud to byla 10.) a východně od linie Ndeni–Espiritu Santo. VADM Robert L. Ghormley (ComSoPac ~ velitel jižního Pacifiku) chtěl tímto rozkazem stáhnout TF 17 z operační oblasti japonských ponorek a zaujmout pozici pro případné napadení japonského loďstva – o kterém nevěděl, kde se zrovna nachází – z východu. Zároveň tím ale Guadalcanal připravil o podporu Hornetu.
Po dokončení tankování se TF 17 vydala na severozápad. Navzdory Ghormleyho rozkazům se Murray rozhodl proniknout až k jižním Šalomounům. Časně ráno 5. září překročila TF 17 linii Ndeni–Espiritu Santo a v 8:00 následujícího dne se TF 17 nacházela již 250 námořních mil (463 km) západně od této linie. Jihozápadně od San Cristobal a 75 námořních mil (138,9 km) od Rennellova ostrova se TF 17 otočila na jihovýchod a rychlostí 15 uzlů (27,8 km/h) se začala stahovat. Ve 12:45 vyslal Hornet do vzduchu tříčlennou protiponorkovou hlídku Avengerů. Tou dobou se ke svazu přiblížila japonská ponorka I-11, pronikla clonou doprovodných plavidel a vystřelila na Hornet tři torpéda. Ve 12:51 byla blížící se torpéda zpozorována jak hlídkou na Hornetu, tak letadly ve vzduchu. ENS John Cresto svrhl ze svého Avengeru jednu 325 librovou (147,4 kg) hlubinnou pumu, která zneškodnila dvě torpéda, zatímco třetí torpédo minulo. V 17:30 zaznamenala čtyřčlenná hlídka Wildcatů vedená LT Sutherlandem další kontakt s ponorkou nedaleko svazu a Sutherlandovi piloti na ponořující se ponorku zaútočili svými kulomety.
Během noci na 8. září plul Hornet na severovýchod, směrem k ostrovům Santa Cruz a ráno překročil linii Ndeni–Espiritu Santo, čímž se vrátil do oblasti nařízené Ghormlayem. Poté Hornet zamířil na jih, aby doplnil palivo z tankeru 125 námořních mil (231,5 km) severovýchodně od Espiritu Santo.

### Letadla pro Espiritu Santo a Guadalcanal
Všechny časy jsou v GMT+11
Dne 9. září poslal Hornet 34 svých letadel na Espiritu Santo, kde měly zůstat přes noc. Na Hornetu se tím uvolnil prostor pro smontování rozložených F4F-4. Piloti VF-72 následujícího dne přelétli 19 F4F-4 a jeden F4F-7 na Espiritu Santo, kde je předali leteckým silám jižního Pacifiku (AirSoPac). Poté se v kokpitech strojů, které byly na Espiritu Santo „uklizeny“ předchozího dne, vrátili zpět na Hornet.
TF 17 doplnila palivo a v 8:00 dne 11. září se k ní severovýchodně od Espiritu Santo přidala TF 18 soustředěná kolem Waspu. Oba svazy byly opět sloučeny do TF 61, které z Waspu velel RADM Leigh Noyes. Pro Hornet tak skončilo první jedenáctidenní období, kdy byl jedinou akceschopnou americkou letadlovou lodí v jižním Pacifiku. Po setkání s Waspem se jediné dvě americké letadlové lodě v oblasti začaly připravovat na odražení dalšího japonského postupu hlášeného rozvědkou.
Dne 9. září obnovilo císařské námořní letectvo denní útoky na Guadalcanal ze základen v Rabaulu. Na bezměsíčnou noc z 12. září naplánoval šóšó (少将 ~ generálmajor) Kijotake Kawaguči pozemní ofenzívu proti americkým pozicím na Guadalcanalu. Za této situace bylo 11. září rozhodnuto, aby TF 61 dopravila 19 náhradních F4F-4 z Espiritu Santo na Guadalcanal. Jelikož většina pilotů VMO-251 a VMF-212 neměla zkušenosti s přistáním na letadlové lodi, museli přelet z Espiritu Santo na letadlové lodě vykonat stíhači z letadlových lodí Hornet a Wasp. Dne 12. září odstartovalo z Hornetu deset SBD od VB-8, aby na Espiritu Santo dopravilo piloty VF-72. Ti pak odpoledne přelétli deset z 19 F4F-4 na Hornet. SBD na zpáteční cestě vzaly na palubu piloty námořní pěchoty. Krátce po startu z Espiritu Santo musel ENS Philip F. Grant se svým SBD nouzově přistát na hladině. On i jeho pasažér od VMO-251 byli při přistání zraněni a později je vyzvedl minonosný torpédoborec USS Gamble.
V noci na 13. září odrazila americká námořní pěchota první Kawagučiho útok v bitvě u Edson's Ridge a pro další den tak udržela perimetr kolem letiště. Před východem slunce odstartovalo 290 námořních mil (537,1 km) jihovýchodně od Guadalcanalu z Hornetu devět F4F-4 od VMO-251. Stíhačky na Hendersonově letišti přistály ještě před pravidelným japonským náletem a ještě téhož dne se zapojily do bojů. Na palubě Hornetu zůstal jeden z transportovaných Wildcatů (BuNo 03455), neboť kvůli havárii Grantova SBD nebylo dost pilotů pro všech deset stíhaček.

### Krytí konvoje a potopení USSWasp
Všechny časy jsou v GMT+11
Po odeslání letadel na Guadalcanal ráno 13. září se TF 61 začala stahovat na východ k ostrovu Vanikoro. Po jedenácté hodině zachytila TF 61 zprávu, že jedna Catalina zpozorovala dva japonské křižníky severně od Santa Cruz. V 11:10 byla samotná TF 61 zpozorována a nahlášena japonským létajícím člunem typu 2 (H8K1/„Emily“) tokumu čú'i (特務中尉 ~ speciální mladší poručík) Kijoši Mizukury od Jokohama kókútai z Rabaulu. Mizukurovo hlášení odstartovalo sled událostí, které málem vedly k další bitvě letadlových lodí.
TF 61 se po několik následujících hodin snažila přiblížit ke kontaktu hlášenému Catalinou. Ukázalo se ale, že šlo o omyl. Během noci pak TF 61 dosáhla oblasti východně od Vanikoro.
Ráno 14. září vyplul z Espiritu Santo konvoj šesti transportních lodí přepravujících na Guadalcanal 7. pluk 1. divize námořní pěchoty a zásoby. TF 61 měla poskytnout konvoji vzdálené krytí a tak se opět otočila na západ a v 10:00 se nacházela jižně od Vanikoro a přibližně 140 námořních mil (259,3 km) severně od konvoje. Toho dne nad svazem hlídkovaly letouny z Waspu a Hornet byl držen v záloze s letouny první úderné vlny připravenými na palubě.
V 10:35 přišla první zpráva od PBY-5 91-P-8 LT Glen E. Hoffmana od VP-91, která oznamovala zpozorování Kondóova předsunutého svazu severozápadně od Santa Cruz na pozici 7°50′ j. š., 164°35′ v. d. – tedy 325 námořních mil (601,9 km) severo–severozápadně od TF 61. Japonské letadlové lodě Šókaku, Zuikaku a Zuihó byly na moři již několik dní a nyní pátraly po svých amerických protějšcích, které předchozího dne nahlásil Mizukura. Následující Hoffmanova zpráva v 10:45 velikost Kondóova svazu značně nadsadila: hovořila o čtyřech bitevních a sedmi letadlových lodích.
V 11:01 změnila TF 61 kurz na 330° a zvýšila rychlost na 23 uzlů (42,6 km/h), aby se přiblížila k nepříteli a mohla zaútočit. V 11:40 Hoffman upřesnil kontakt jako tři bitevní lodě, čtyři křižníky, čtyři torpédoborce a jednu transportní loď. V 11:56 přišlo hlášení od Cataliny 23-P-4, která objevila Nagumovy letadlové lodě 200 námořních mil (370,4 km) severně od předsunutého svazu.
RADM Noyes se rozhodl napadnout předsunutý svaz. Ve 13:15 se TF 61 otočila proti větru na jihovýchod a Hornet vyslal údernou vlnu šestnácti SBD-3 od VS-8 a VB-8 a šesti pumami vyzbrojených TBF-1, eskortovaných šestnácti F4F-4 a jedním Rodeeho velitelským TBF. Zároveň Wasp vyslal své SBD na bojový průzkum. Ve 13:40 přešla TF 61 na kurz 300° při rychlosti 20 uzlů (37,0 km/h).
I Japonci se pokoušeli najít svého protivníka, ale jelikož se jim to zatím nepodařilo, odvolal Jamamoto předsunutý svaz na sever, čímž se Kondó dostal mimo dosah palubních letounů. Hoffman o tom podal zprávu ve 14:15, která ale byla zachycena až v 15:35. Rodee vedl svoji údernou vlnu až do vzdálenosti 225 námořních mil (416,7 km) od Hornetu, ale nic nenašel a rozhodl se k návratu. V 16:00 se TF 61 opět natočila proti jihovýchodnímu větru a v 16:48 přistál na Hornetu první z vracejících se letounů útočné vlny. Ve 23:00 se TF 61 otočila na západ, rychlost 16 uzlů (29,6 km/h).

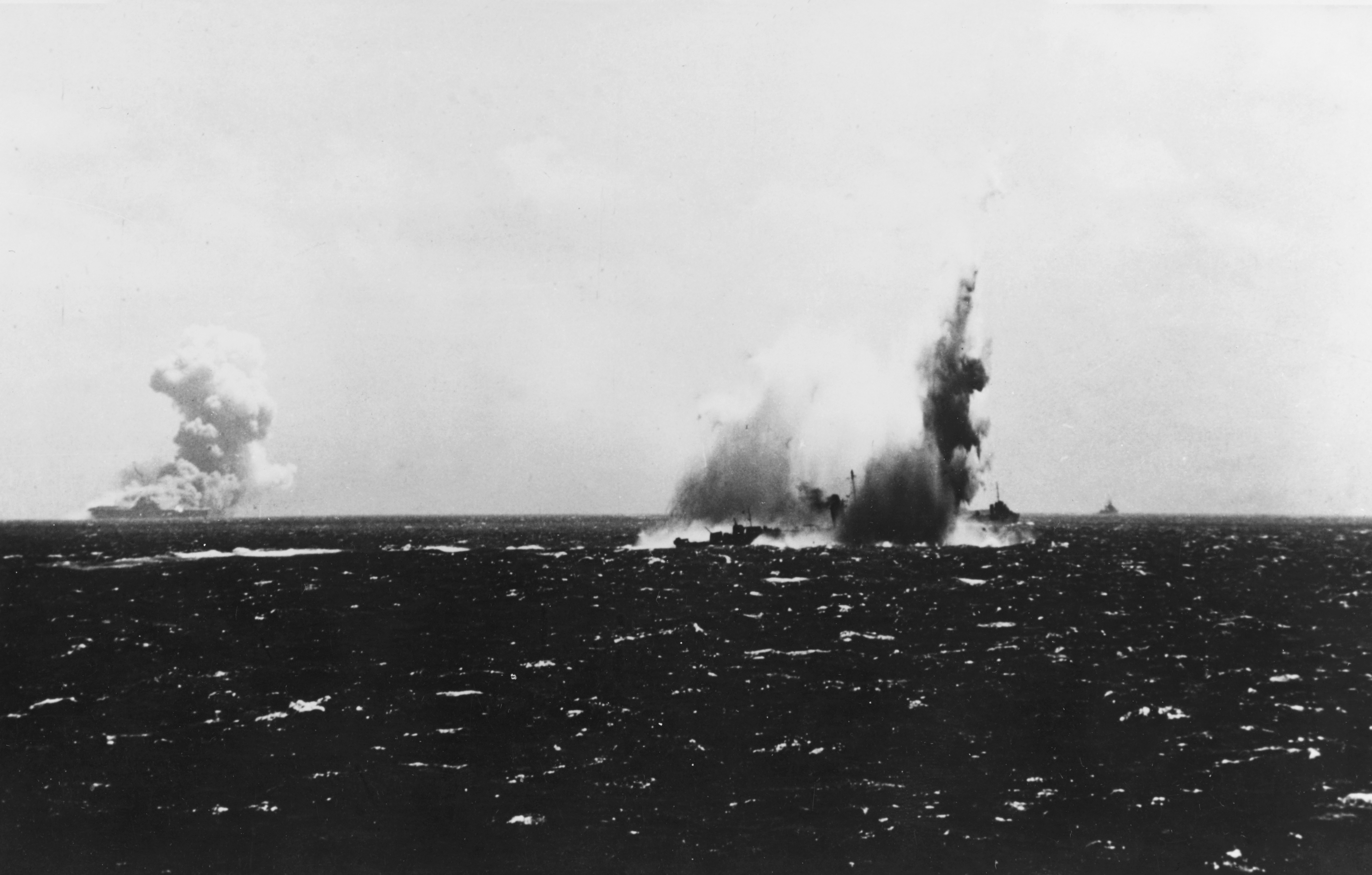
„Nejničivější salva druhé světové války“: torpédoborec O'Brien z TF 17 je zasažen jedním z torpéd I-19. Nalevo v pozadí je vidět zasažený Wasp.

Dne 15. září byl Hornet – stejně jako předchozí den – určen jako záložní letadlová loď pro vyslání leteckého úderu, zatímco letouny z Waspu držely letecké hlídky. V 11:05 se na radaru Hornetu objevil neidentifikovaný kontakt ve vzdálenosti 38 námořních mil (72,2 km). Byl to japonský létající člun typu 97 tai'i Šigeru Jonejamy od Tókó kokútai ze Shortlandu, o který se vzápětí postarala čtveřice F4F od VF-71 z Waspu. TF 61 plula dál kurzem 280°. Ve 13:20 se celá formace otočila na jihovýchod proti větru, aby mohl Wasp provést výměnu hlídek. Ve 13:42 se TF 61 začala otáčet doprava, zpět na kurz 280°. Ve 13:45 byl Wasp zasažen pravděpodobně dvěma ze šesti torpéd, vypálených ponorkou I-19. Zbývající torpéda, která minula svůj cíl, pokračovala směrem k TF 17, která se nacházela 5 až 7 námořních mil (9,3 až 13,0 km) severovýchodně od Waspu. Po jednom torpédu inkasovaly torpédoborec USS O'Brien a bitevní loď USS North Carolina – Lundstrom uvádí časy 13:51 a 13:52, kdežto Hackett & Kingsepp uvádějí 13:54 a 13:52. Jedno torpédo minulo Hornet. Dříve historici (z českých například Hubáček) přisuzovali torpéda, která zasáhla dvě plavidla z doprovodu Hornetu, ponorce I-15. Přibližně od osmdesátých let 20. století se ale prosazuje názor, že všechna torpéda pocházela z I-19.
RADM Murray dočasně převzal velení TF 61 a okamžitě otočil Hornet na východ, aby se dostal z vod kontrolovaných japonskými ponorkami. Situace Waspu byla kritická a Murray na Hornetu vydal příkaz připravit se na příjem letadel z Waspu, která byla ve vzduchu. V 15:39 vyslal Hornet do vzduchu osm F4F a pět TBF na stíhací a protiponorkovou hlídku. Spolu s nimi odstartovalo patnáct SBD, které měly prohledat moře před Hornetem a přistát na Espiritu Santo. Z patnácti SBD ale cestou pět letounů zabloudilo. ENS Paul E. Tepas nouzově přistál na moři u ostrova Gaua a další čtyři SBD nouzově přistály u ostrova Pentecost. Všechny posádky byly zachráněny.
Poté, co se uvolnila letová paluba, přistála na Hornetu část letadel z Waspu: osm F4F od VF-71 a čtyři SBD od VS-72. Ve vzduchu bylo ale ještě čtrnáct SBD od VS-71, které byly na odpoledním průzkumu. Hornet proto v 16:32 vyslal dva SBD od VB-8, které se vrátily nad Wasp, kde kroužícím navrátilcům z VS-71 ukázaly cestu k Hornetu. V 18:14 přistál na Hornetu první ze třinácti SBD VS-71 (čtrnáctý přistál nouzově u TF 18) a spolu s nimi přistály i letouny z Hornetu. Celkem tak na Hornetu přistálo 25 letounů z Waspu, které byly odpoledne 16. září odeslány na Espiritu Santo.

### Útok na Buin-Faisi-Tonolai
Po potopení Waspu byl Hornet jedinou akceschopnou americkou letadlovou lodí v Pacifiku a spolu s letouny z Hendersonova letiště na Guadalcanalu nesl hlavní tíhu následujících leteckých bojů v oblasti. Tento stav pak trval až do návratu Enterprise z oprav po bitvě u východních Šalomounů.
Kromě vlastní bojové podpory představoval Hornet i vítanou gastronomickou podporu pro menší lodě ve svém okolí: stroj na zmrzlinu (i když z prášku) dokázal zpříjemnit službu v tropickém podnebí.
Dne 27. září zakotvil Hornet v Nouméa na Nové Kaledonii, aby doplnil zásoby a 2. října opět vyplul na moře. 5. října napadla letadla z Hornetu japonské cíle na Bougainville a kotviště na okolních ostrovech. Vzhledem k množství spotřebované munice a díky nepříznivému počasí byl ale výsledek útoku žalostný. Stíhači z bojové hlídky si aspoň připsali dvě sestřelené Betty, které se objevily na radaru. 12. října si stíhači z bojové hlídky připsali další dva „slídily“ a následujícího dne přidali další Betty. 14. říjen byl vyhrazen doplnění paliva z tankeru a přesunu obou válečných korespondentů na palubu tankeru. Následujícího dne si hlídka připsala sestřel jednoho létajícího člunu. 16. října letouny z Hornetu napadly v celkem třech vlnách japonské pozice na Guadalcanalu a japonskou základnu hydroplánů v Rekata Bay na Santa Isabel. Výsledek byl ale opět spíše zklamáním, tentokrát kvůli nedostatku hodnotných cílů. Stíhači z bojové hlídky si připsali jednu Mavis, která se dostala až na dohled TF 17.
Dne 23. října (GMT+12) se východně od Espiritu Santo k Hornetu (jakožto TF 17) opět připojila Enterprise (TF 16) a spolu s ní (jako TF 61) zamířil svaz na sever k ostrovům Santa Cruz, vstříc japonskému svazu viceadmirála Naguma.

## Bitva uostrovů Santa Cruz (26. října 1942)
Všechny časy jsou v GMT+11

### Začátek bitvy
K bitvě u Santa Cruz došlo 26. října 1942. Ráno onoho dne dva střemhlavé bombardéry SBD-3 Dauntless z VS-10 (ozbrojený průzkum z Enterprise) napadly v 7:40 japonskou letadlovou loď Zuihó. Obě pumy zasáhly svůj cíl a vyřadily letovou palubu z provozu. Ta ale již byla prázdná – japonská útočná vlna již byla na cestě. Jako reakci na objevení japonského svazu vyslali Američané do útoku celkem tři vlny: v 7:30 odstartovalo patnáct Dauntlessů, šest Avengerů a osm Wildcatů z Hornetu. V 8:00 vyslala Enterprise tři SBD, devět TBF a osm F4F a v 8:15 odstartovalo dalších devět SBD-3, osm TBF-1 a sedm F4F-4 z Hornetu. Cestou k cíli v 8:30 americké letouny spatřili japonské stroje, mířící opačným směrem.

### Ráno a dopoledne 26. října: První útok

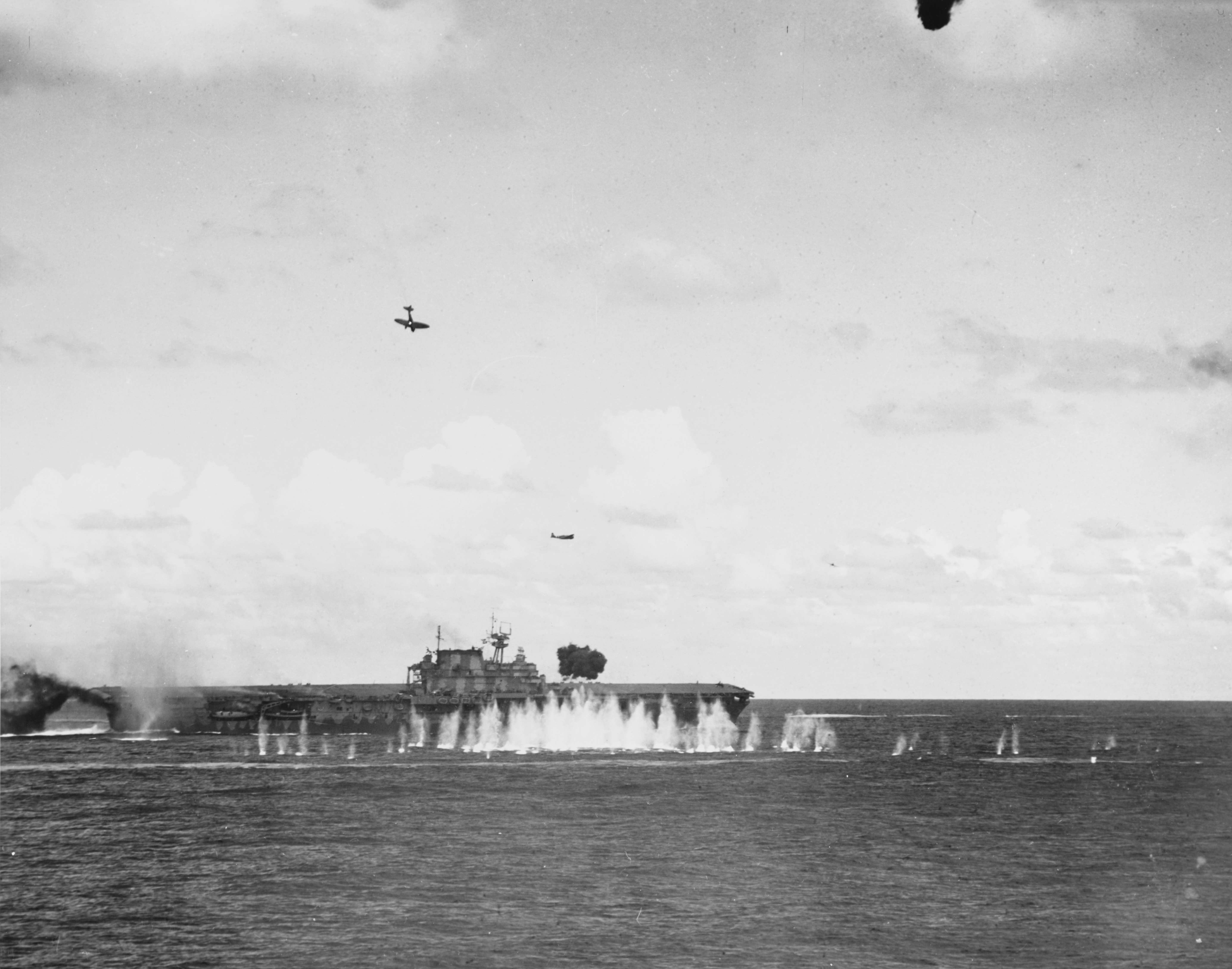
9:14 ráno 26. října 1942: Hornet během útoku japonských letadel v bitvě u Santa Cruz. Na letadlovou loď se řítí japonský střemhlavý bombardér Aiči D3A1 Val, který o pár okamžiků později zasáhne lodní ostrov a letovou palubu. Nad letadlovou lodí přelétává torpédový bombardér Nakadžima B5N2 Kate, který již odhodil svoje torpédo.

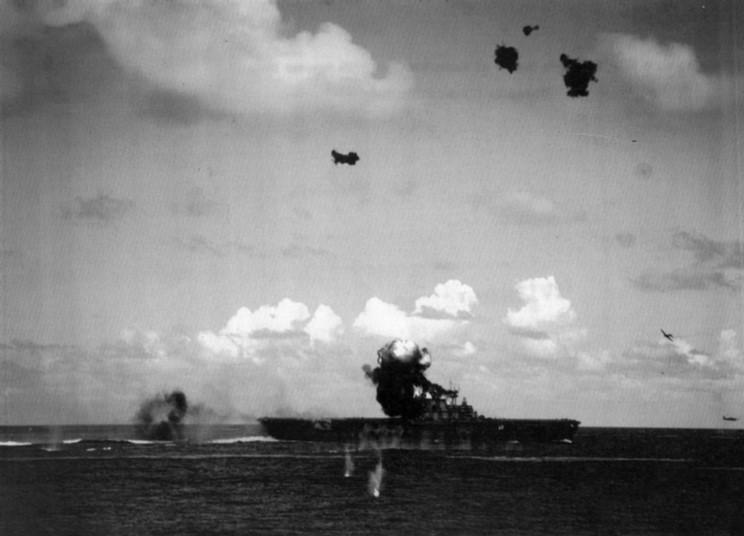
…o několik sekund později naráží Val do přední části komína a dopadá na letovou palubu

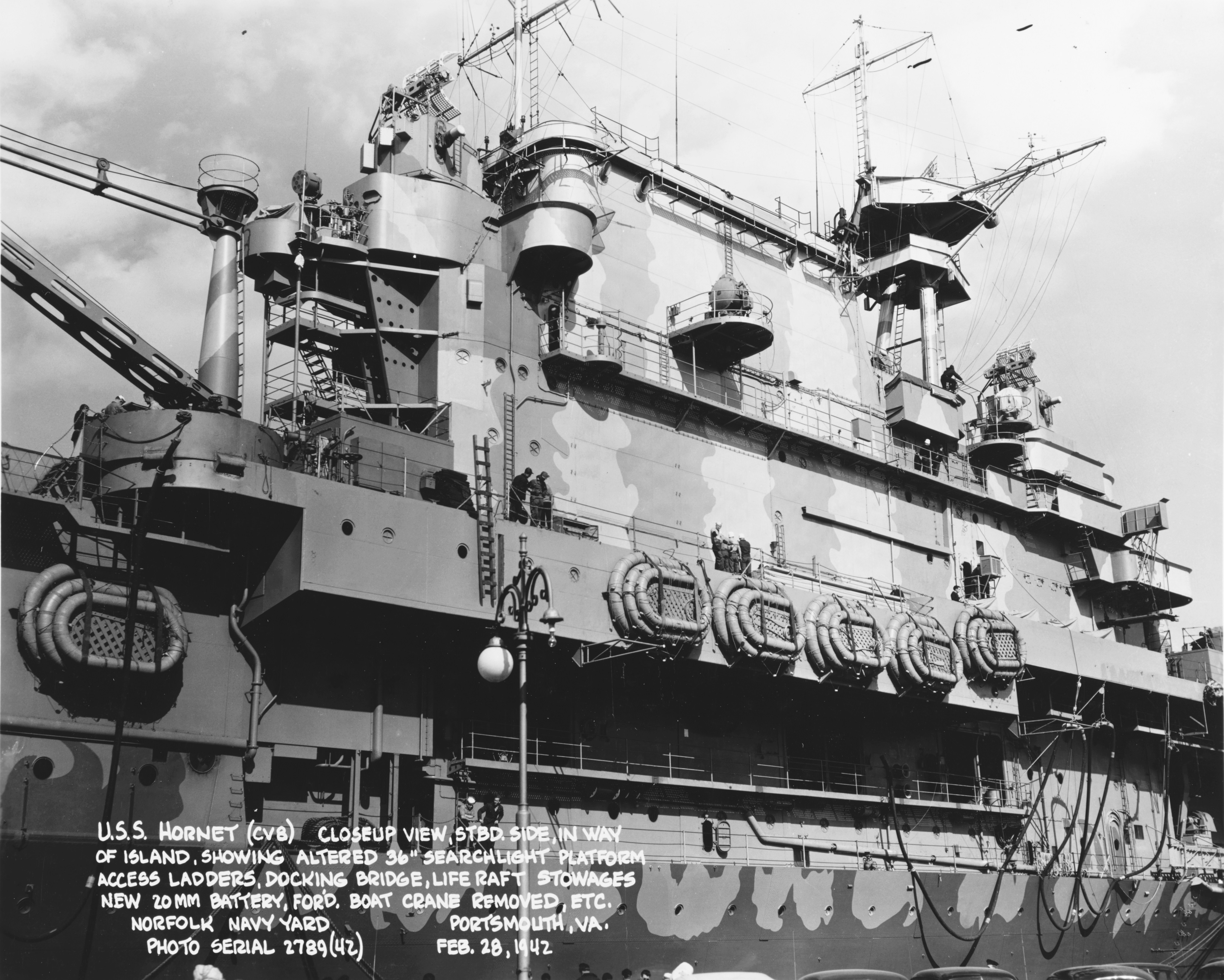
Pohled na levou stranu tělesa komínu a můstku s viditelným poškozením po dopadu Val. Kouř pochází z požáru, který Val způsobila na palubě. Na trojnožkovém stožáru se nachází anténa radaru CXAM.

Americké lodě byly varovány a začaly se připravovat k boji. Letouny byly odstraněny z letové paluby, vodotěsné přepážky uzavřeny, rozvody leteckého paliva napuštěny nehořlavým CO2. V 8:40 zaznamenal radar na Enterprise první kontakt, ale až do 8:57 bylo těžké rozlišit vlastní odlétávající letouny od přilétávajících útočníků. V té chvíli byl nepřítel od letadlových lodí vzdálen něco přes 60 kilometrů. TF 16 kolem Enterprise vplula do bouře, která ji uchránila před zraky japonských letců. Proto se první japonský útok, vedený veteránem od Pearl Harboru velitelem palubní skupiny (飛行隊長 hikótaičó) šósa (少佐 korvetní kapitán) Šigehara Muratou, soustředil na TF 17 a zejména na Hornet.
Dvacet torpédonosných B5N2 Kate ze Šókaku pod přímým Muratovým velením letělo ve 14 000 stopách (4 267 m) doprovázeno čtyřmi A6M2 Zero. Dalších 21 střemhlavých bombardérů D3A1 Val tai'i Sadamu Takahašiho ze Zuikaku letělo ve výšce 17 000 stop (5 182 m) eskortováno osmi Zero. Na cestě k cíli japonskou vlnu doprovázely dvě neozbrojené Kate ze Zuikaku a Zuihó, které zajišťovaly navigaci a spojení s mateřskými plavidly. Dalších devět Zero ze Zuihó, která rovněž patřila k první vlně, se ale samotného útoku na Hornet nezúčastnilo kvůli střetu s útočnou vlnou z Enterprise.
Patnáct stíhaček F4F-4 od VF-72 (volací znak „Blue“) a 21 od VF-10 z Enterprise (volací znak „Reaper“ – ty se ale zapojily později) se nacházelo příliš blízko mateřským lodím a ve výšce pouhých 10 000 stop (3 048 m). Když v 8:59 LTJG (mladší poručík) Thomas J. Gallagher („Blue 14“) nahlásil vizuální kontakt se střemhlavými bombardéry, začaly Wildcaty šplhat do větší výšky. Přes jejich snahu ale většina japonských bombardérů pronikla přes nevhodně rozmístěnou stíhací ochranu. V 9:09 zahájila 127mm protiletadlová děla Hornetu a doprovodných plavidel palbu na vzdálenost 10 500 yardů (9 601 m) na přilétající bombardéry.
Hornet nyní plul rychlostí 28 uzlů (52 km/h) obklopen kruhem doprovodných plavidel plujících ve vzdálenosti 2 000 yardů (1 828,8 m) od svého svěřence. USS Pensacola a USS San Diego na levoboku, USS Northampton a USS Juneau na pravoboku a po třech torpédoborcích vpředu (USS Morris, USS Mustin a USS Hughes) a vzadu (USS Barton, USS Russell a USS Anderson).
Koordinovaný útok japonských střemhlavých a torpédových bombardérů přišel z různých směrů: střemhlavé Val útočily od západu, zatímco torpédonosné Kate se rozdělily a devět jich útočilo ze severu a zbývajících jedenáct z jihu. Jedna z prvních Val zasáhla svojí 250kg pumou zadní část letové paluby na pravoboku. Další dvě Val těsně minuly a jejich pumy skončily ve vodě na pravoboku vedle můstku. Krátce na to v 9:14 narazila do tělesa komínu Val, která byla poškozena protiletadlovou palbou. Její pilot hikó heisóčó (飛行兵曹長 praporčík) Šigejuki Sató do poslední chvíle střílel ze svých dvou 7,7mm kulometů a rozhodl se navést svůj poškozený letoun na cíl i s nákladem bomb. Palivo z jeho nádrží postříkalo signální můstek. Letoun se odrazil od komína a prorazil letovou palubu. Na letové palubě a v prostorách pod ní vypukl požár živený palivem z japonského letadla, který se podařilo uhasit až po dvou hodinách.
Současně se střemhlavými bombardéry zaútočilo 20 torpédonosných Kate. Jako první zaútočily tři Kate Muratovy 40. šótai. Pronikly přes clonu doprovodných plavidel mezi Northamptonem a Andersonem za zádí na pravoboku Hornetu a chystaly se odhodit svá torpéda z výšky asi 300 stop (91,4 m). První Kate odhodila torpédo ve vzdálenosti 1500 yardů (1371,6 m) od Hornetu a následně byla zasažena a sestřelena protiletadlovou palbou. Zbývající dvě Kate pronikly až na 1000 yardů (914,4 m), odhodily svá torpéda a zahájily únik zatáčkou doprava. V tom okamžiku protiletadlová palba zasáhla palivové nádrže druhé Kate, která se zřítila do moře. V jedné z těchto dvou sestřelených Kate nalezl smrt i velitel celého útoku Šigeharu Murata. Pouze poslední Kate 40. šótai unikla na sever. Tři torpéda typu 91 ale byla na cestě k cíli. Jedno torpédo proplulo před přídí Hornetu, ale zbylá dvě zasáhla pravobok s dvacetisekundovým odstupem v 9:15.
První torpédo zasáhlo trup těsně za můstkem na úrovni 110 ½. žebra (v prostoru přední strojovny) a druhé na zádi nad vnějším lodním šroubem na úrovni 160. žebra. Důsledkem toho došlo k výpadku energie a spojení. Hasicí systémy se ocitly bez tlaku. Voda se hrnula do přední strojovny a loď se naklonila o 10,5° na pravobok. Později byl ale náklon zredukován na 7-8°. Prakticky ve stejný okamžik zasáhly zadní polovinu lodi další dvě 250kg pumy. Jedna pronikla až na čtvrtou palubu, kde explodovala. V pořadí čtvrtá 250kg puma vzápětí zasáhla přední část lodi, pronikla na třetí či čtvrtou palubu a explodovala u přední jídelny. V závěru tohoto asi 10 minut trvajícího náletu (v 9:17) navedl jeden japonský pilot svůj hořící stroj (Val nebo Kate) na levou přední protiletadlovou baterii 127mm děl. Bombardér (který ale již svoji podvěšenou výzbroj odhodil) prorazil bok galerie a zřítil se do výtahové šachty předního výtahu, kde způsobil rozsáhlý požár.
Za vyřazení Hornetu z boje (chybně identifikovaného jako Saratoga) zaplatili Japonci ztrátou 11 Val (pět z nich padlo pravděpodobně za oběť Wildcatům ještě před zahájením útoku), 10 Kate (jednu dostali stíhači ještě než odhodila torpédo) a tří Zero, které byly sestřeleny v bezprostřední blízkosti TF 17. K tomu je třeba připočítat po šesti Kate a Val a dvě Zero, které musely později nouzově přistát na hladině kvůli poškozením a vyčerpání paliva. Na americké straně se nevrátily čtyři Wildcaty z VF-72 (Franklin †, Landry †, Gallagher a Formanek – dva piloti se zachránili) a dva z VF-10, jejichž piloti padli. Přeživší Wildcaty VF-72 přistály na Enterprise.

### Záchranné práce

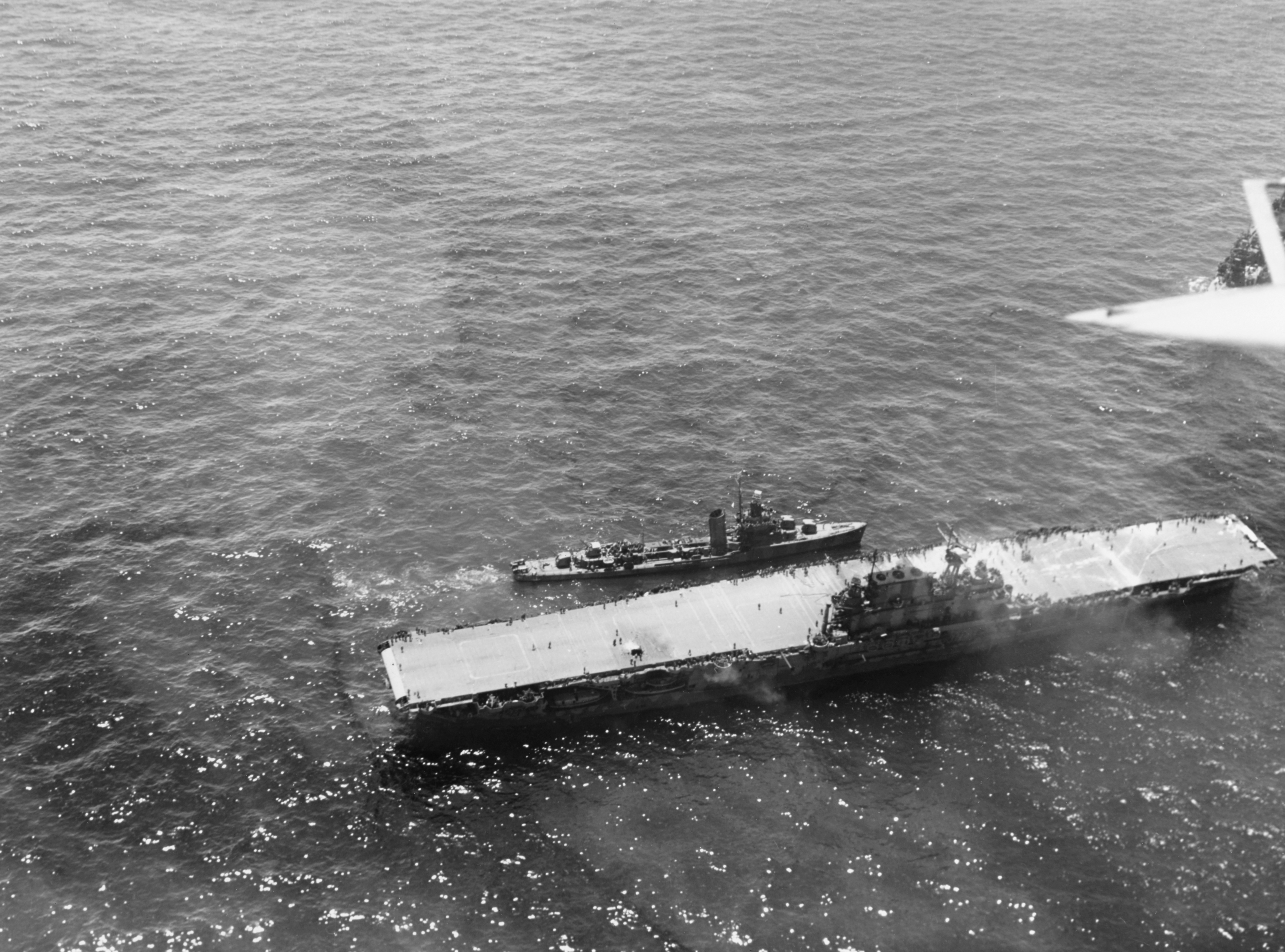
Těžce poškozený Hornet je za asistence torpédoborce Russell připravován k vzetí do vleku těžkým křižníkem Northampton (napravo, částečně zakrytý fotografujícím letounem).

Když tento první útok v 9:20 skončil, hořel Hornet po celé délce a plameny ho stravovaly od můstku až po čtvrtou palubu hluboko v nitru lodi. Loď byla nakloněná na pravobok a zpomalovala až do úplného zastavení. Záchranné čety se pustily do práce. Jelikož zásah torpédy způsobil pokles tlaku vody v hasicích systémech, přirazily k bokům poškozené letadlové lodě torpédoborce Morris (k pravoboku), Russell (k přídi na levoboku) a později i Mustin (k levoboku – poté, co se neúspěšně pokoušel přirazit k pravoboku) a přetáhly na palubu svoje požární hadice. S jejich pomocí se podařilo plameny kolem 10:00 dostat pod kontrolu. Dalším problémem bylo kormidlo zablokované výpadkem proudu v poloze 30° doprava.
Podle opravárenských čet by se tři kotle daly zprovoznit a šlo by převést páru do zadní strojovny, aby byl Hornet schopný pohybu vlastní silou, ale prozatím měl být vzat do vleku. Tímto úkolem byl v 10:05 pověřen křižník Northampton.
V 10:09 se bez varování objevil nad svazem jeden osamělý japonský stroj, který zaútočil z klouzavého letu, svrhl svoji „pumu“ a – i když se na něj soustředila palba celého svazu – unikl. Jeho „puma“ sice cíl minula a dopadla vedle pravoboku Morrise, ale Northampton kvůli tomu přerušil připevňování vlečných lan. Stroj patřil k druhé útočné vlně, která si vybrala za cíl 20 mil (32 km) vzdálenou Enterprise a šlo o B5N2 Kate hikó heisóčó (飛行兵曹長 praporčík) Šigenobu Tanaky ze Zuihó. Tanakův palubní útočný letoun ale nebyl ozbrojen (kromě kulometu) a byl pověřen doprovodem útočné vlny. Tanaka se přesto rozhodl zaútočit a využít psychologického efektu leteckého útoku, aby přerušil pokus o odvlečení nepřátelské letadlové lodě. Onou odhozenou „pumou“ byl ve skutečnosti značkovač, kterým japonská doprovodná letadla vyznačovala (barevnou skvrnou na hladině) ostatním cestu. I když některé zdroje identifikují útočníka jako D3A1 Val, fotografie pořízené při útoku ukazují Kate. Tanaka pokračoval ve sledování TF 17 a to se mu stalo osudným. V 11:06 ho asi 9 námořních mil (16,7 km) západně od TF 17 pravděpodobně sestřelil SBD B-7 od VB-8 (BuNo. 03341, ex „černá 14“ od VS-72 z Waspu) LTJG Forrester C. Aumana se střelcem Samuel P. McLeanem, kteří se zrovna vraceli z útoku na japonské letadlové lodě.
V 10:30 se Northampton opět pokusil vzít Hornet do vleku. V 11:23 bylo 4,5cm silné lano poprvé napnuto, ale již v 11:40 se přetrhlo. V 11:57 přesedl velitel TF 17 kontradmirál George D. Murray a jeho štáb z Hornetu na Russell, který je dopravil na Pensacola. Z paluby Hornetu bylo také evakuováno na 500 mužů posádky, kteří nebyli potřeba pro záchranné práce, včetně zraněných. Evakuované přebíraly napřed torpédoborce Russell a Hughes.

### Útok letecké skupiny Hornetu na japonská plavidla
Když japonská první vlna dokončila svoji „práci“ na Hornetu a zbývající útočníci se obrátili zpět ke svým letadlovým lodím, dorazily VB-8 a VS-8 z první vlny Hornetu k japonským letadlovým lodím. První vlna z Hornetu pronikla skrz japonská hlídkující Zera a v 9:27 zahájilo pět SBD z VS-8 útok. K nim se po chvíli přidalo i pět SBD z VB-8. Letadlová loď Šókaku byla zasažena čtyřmi pumami (podle japonských záznamů – americké prameny hovoří o třech až šesti) a vyřazena z boje. LTJG Stanley R. Holm (S-6) zaútočil na torpédoborec Teruzuki, ale jeho puma dopadla těsně vedle. Avengery první vlny letadlové lodě nenašly a svá torpéda neúspěšně vyplýtvaly na těžký křižník Tone z předsunuté skupiny bitevních lodí a křižníků kontradmirála Abea.
Druhá (z Enterprise) ani třetí (z Hornetu) americká vlna ale již Nagumovy letadlové lodě nenašly a napadly předsunutou skupinu kontradmirála Abea. Střemhlavé bombardéry z Hornetu zaútočily na těžký křižník Čikuma a zaznamenaly dva zásahy. První puma zasáhla velitelský můstek, kde zabila či zranila všechny přítomné, včetně kapitána Komury. Druhá zasáhla střed lodi. Třetí zásah přidal LT Ward F. Powell, když jedna ze čtyř 500lb (226,8 kg) pum jeho Avengeru zasáhla torpédomet. LTJG Humphrey L. Tallman zaútočil na torpédoborec (Urakaze nebo Tanikaze), který si ale nárokoval jako zásah lehkého křižníku. Při návratu našly letouny svojí loď těžce poškozenou, a proto se jejich piloti rozhodli přistát na Enterprise, která ale byla rovněž poškozena, zatímco jiní pro nedostatek paliva přistáli na hladině.

### Odpolední útoky

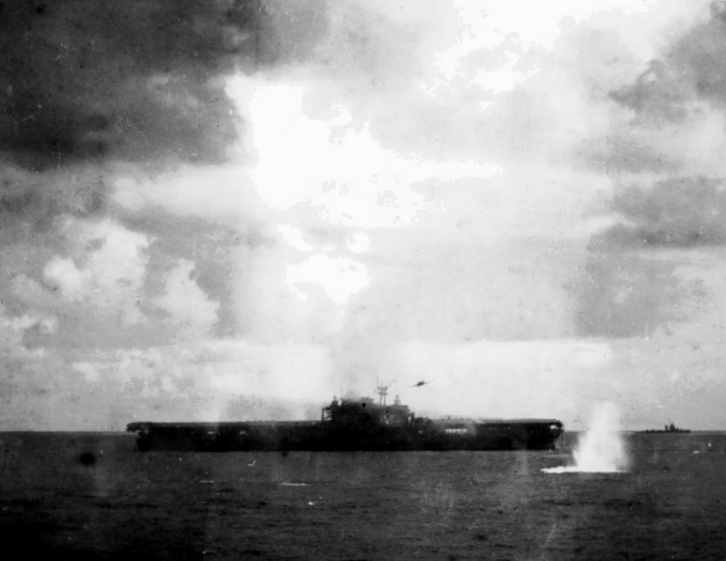
15:23 – Kate z Džunjó se pokouší uniknout poté, co shodila torpédo (gejzír v pravé části obrázku). V pozadí je jeden z doprovodných torpédoborců.

Ve 13:30 bylo mezi Hornetem a Northamptonem připraveno druhé – 5cm silné – lano. Ve 14:40 byla ukončena evakuace vážně zraněných a Hornet se dal do pohybu rychlostí 3 uzlů (5,5 km/h), vlečen těžkým křižníkem. Kolem 15:00 ale radar zachytil další přibližující se letouny. TF 17 již neměla žádnou stíhací ochranu a tak se mohla bránit jenom děly na palubách napadených lodí. Počet děl TF 17 byl ale snížen odplutím protiletadlového křižníku Juneau, který díky nedorozumění v komunikaci odplul k TF 16.
Northampton odpojil vlečné lano, aby mohl manévrovat a těsně poté v 15:20 zaútočilo šest torpédonosných Kate z pravoboku. Šlo o druhou vlnu z Džunjó, která vyslala sedm Kate (šest vyzbrojených torpédy a jeden spojovací a navigační) a osm Zero pod vedením tai'i Jošiaki Irikiina. Dvě či tři z nich si za cíl vybraly nehybný Hornet a zbývající zaútočily na Northampton. Hornet byl v 15:23 zasažen jedním torpédem na pravoboku těsně za můstkem na úrovni 115. žebra. Náklon se zvýšil na 14° a zadní strojovna byla zaplavena.
Bylo nařízeno připravit se na opuštění lodi, ale v 15:40 se objevila další skupinka dvou či pěti Val ze třetí vlny Zuikaku. Ta se skládala z jedné vedoucí neozbrojené Kate, šesti Kate s pumami (které se opozdily), dvou Val a eskorty pěti Zero. Nesrovnalost by bylo možno vysvětlit záměnou několika Zero z eskorty za Val. Ani jedna puma svůj cíl nezasáhla, ale ani američtí dělostřelci nedokázali žádného útočníka sestřelit. Náklon lodi se zvětšil na 20°. Po skončení náletu v 15:50 kapitán Mason opustil můstek a sešel na letovou palubu.
V 15:55 se přiblížil zbytek třetí vlny ze Zuikaku: šest Kate, které byly tentokráte vyzbrojeny 800kg protipancéřovými pumami. Kate zahájily útok přibližně z výšky 3 000 metrů. Část pum dopadla vedle pravoboku protiletadlového křižníku San Diego, jedna dopadla přibližně 50 yardů (45,7 m) od pravoboku Hornetu, ale jedna letadlovou loď zasáhla vzadu na pravoboku. Tři útočníci byli sestřeleni, ale po odletu zbývajících byl vydán rozkaz k opuštění lodi. Námořníci začali slézat po sítích na paluby torpédoborců a do člunů, sám kapitán sestoupil do člunu v 16:27 a přestoupil na Mustin.
V 17:02 se ale Japonci objevili znovu – tentokrát naposledy. Čtyři Val z Džunjó eskortované šesti Zero tvořily poslední japonskou vlnu vyslanou proti Američanům toho dne. Hornet byl zasažen jednou pumou, která explodovala v hangáru před můstkem a způsobila požár, který ale po asi 15 minutách sám uhasl.

### Potopení Hornetu

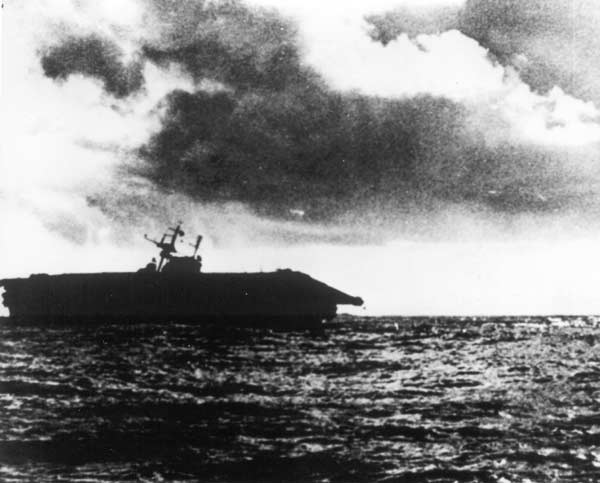
Posádkou opuštěný Hornet se naklání na pravobok

Po skončení posledního náletu se torpédoborce vrátily k přebírání posádky Hornetu. V 17:40 byly Mustin a Anderson pověřeny potopením Hornetu a v 18:00 zamířil zbytek TF 17 rychlostí 27 uzlů na východ za ustupující TF 16. Mustin vypustil v 18:03 na Hornet osm torpéd Mark 15 Model 1, ale pouze tři zasáhla. Druhý pokus uskutečnil v 18:40 torpédoborec Anderson s dalšími osmi torpédy. Zaznamenal šest zásahů, ale ani teď se Hornet nehodlal potopit. Oba torpédoborce zahájily palbu ze svých 127mm děl do trupu opuštěné letadlové lodě. Přestože se ale hořící Hornet stále odmítal nechat potopit, přerušily oba torpédoborce po čase palbu a ve 20:46 zamířily na jihovýchod, protože se blížila japonská předsunutá skupina kontradmirála Abea. Anderson a Mustin stačily vystřelit každý po 150 granátech ráže 127 mm. Ve 21:20 dorazily Japonci k hořícímu vraku. Abe vyslal část torpédoborců pronásledovat Anderson a Mustin a se zbytkem sil zvažoval odtažení Hornetu na Truk, jak požadoval rozkaz admirála Jamamota. Poškození letadlové lodě již ale bylo příliš vážné: hořela po celé délce a do trupu proniklo již příliš mnoho vody. Abe proto nařídil torpédoborcům Makigumo a Akigumo americkou loď dorazit. Stalo se tak čtyřmi 610mm torpédy typu 93 a Hornet zmizel pod hladinou v 01:35 27. října 1942 na pozici 8°38′ j. š., 166°43′ v. d.
Podle AAIR zmizelo s Hornetem pod hladinou nejméně 21 letounů, které zůstaly na jeho palubě: devět F4F-4, osm SBD-3 a čtyři TBF-1. Podle Lundstroma ale zůstalo na Hornetu pouze osm F4F-4 a sedm SBD-3.
Zahynulo přes 130 členů posádky. Evakuovaná posádka (přes 2350 přeživších) byla dopravena do Nouméy a později část odeslána do Států, část přidělena na jiné lodě a část na Guadalcanal a Tulagi. Ze seznamu lodí US Navy byl ale Hornet vyškrtnut až 13. ledna 1943 a jeho jméno pak nesla čtvrtá jednotka třídy Essex CV-12.

## Vrak
Vrak objevila britská výzkumná loď RV Petrel (IMO: 9268629, MMSI: 235102789) v druhé polovině ledna 2019. Vrak leží v hloubce 5 400 m ve vzpřímené poloze.